# Danh sách cơ quan đại diện ngoại giao của Việt Nam ở nước ngoài

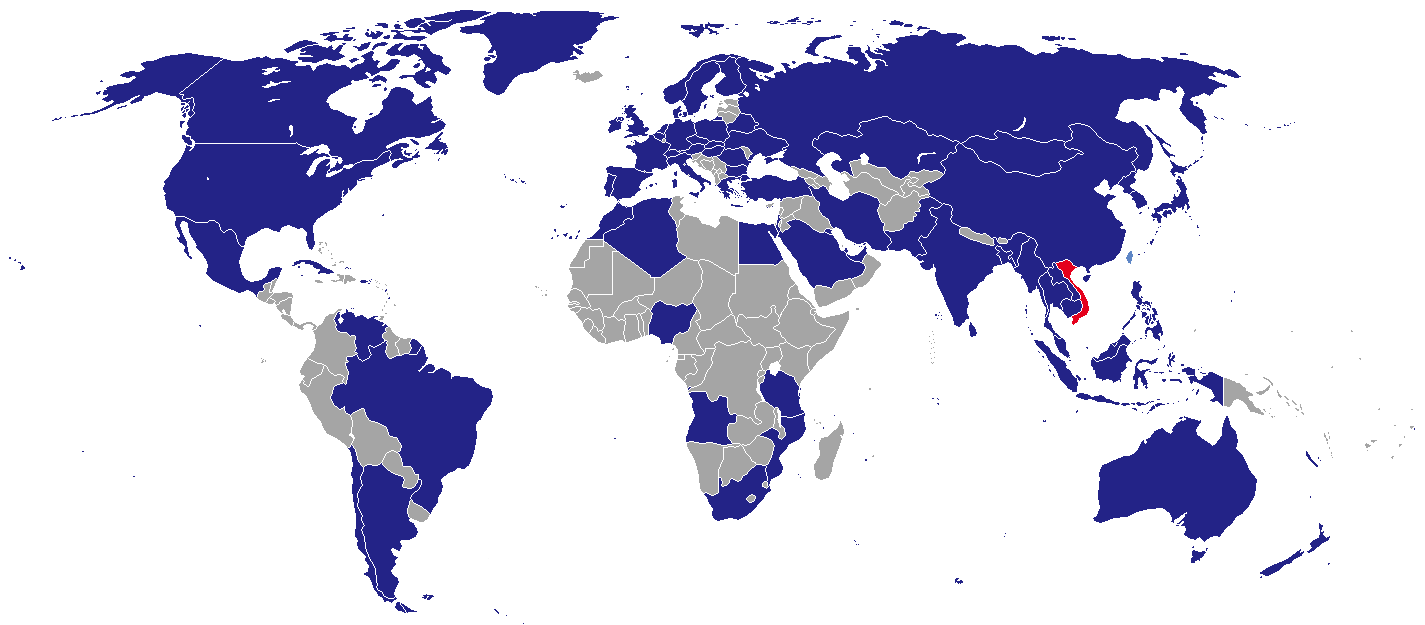
Các nước có cơ quan đại diện ngoại giao thường trú của Việt Nam

Cơ quan đại diện thực hiện chức năng đại diện chính thức của Nhà nước Việt Nam trong quan hệ với quốc gia, vùng lãnh thổ, tổ chức quốc tế bao gồm cơ quan đại diện ngoại giao, cơ quan đại diện lãnh sự, cơ quan đại diện tại tổ chức quốc tế. Các cơ quan đại diện được hưởng đầy đủ quyền ưu đãi, miễn trừ phù hợp với pháp luật quốc tế. Chức năng, nhiệm vụ, quyền hạn và tổ chức của cơ quan đại diện nước Cộng hòa xã hội chủ nghĩa Việt Nam ở nước ngoài được quy định bởi Luật Cơ quan đại diện nước Cộng hòa xã hội chủ nghĩa Việt Nam ở nước ngoài. Trong bài này liệt kê danh sách các cơ quan đại diện của Nhà nước Việt Nam, tạm gọi chung là Cơ quan đại diện ngoại giao của Việt Nam ở nước ngoài.

## Lịch sử
Cơ quan ngoại giao ở nước ngoài đầu tiên của Việt Nam Dân chủ Cộng hòa (tiền thân của Cộng hòa xã hội chủ nghĩa Việt Nam) là văn phòng đại diện tại Paris, trong thời gian đàm phán tại Hội nghị Fontainebleau 1946.  Sau đó 1 văn phòng đại diện được mở ở Bangkok vào năm 1948, và nó đã bị đóng cửa vào năm 1951 khi chính phủ Thái Lan công nhận Việt Nam Cộng hòa.  Đại sứ quán đầu tiên của Việt Nam Dân chủ Cộng hòa được khánh thành tại Bắc Kinh vào năm 1950, sau đó là Moskva năm 1952, các lãnh sự quán tại Nam Ninh, Côn Minh và Quảng Châu nhanh chóng được mở ngay sau đó.  Năm 1964, Việt Nam Dân chủ Cộng hòa đã có 19 đại sứ quán ở nước ngoài; 6 năm sau con số này tăng lên 30.
Ngày 5/6/2018, Chính phủ ra Nghị quyết 17/NQ-CP về việc chấm dứt hoạt động các cơ quan đại diện Việt Nam tại Uzbekistan, Panama, Lybia và Iraq.
Tính đến ngày 09/11/2020, hệ thống cơ quan đại diện ngoại giao của Việt Nam ở nước ngoài gồm có 94 cơ quan bao gồm: 67 Đại sứ quán, 22 Tổng lãnh sự quán, 5 Phái đoàn và 1 Văn phòng (Phái đoàn Việt Nam tại Liên Minh Châu Âu do Đại sứ quán tại Bỉ kiêm nhiệm).

## Tranh cãi
Vào năm 2015, một kiến nghị về hoạt động của các cơ quan đại diện Việt Nam ở nước ngoài đã được một nhóm Việt Kiều ở hải ngoại chủ trương thu thập chữ ký và gửi tới một số cơ quan của Đảng, Chính phủ, Quốc hội, Mặt trận Tổ quốc ở Việt Nam, trong đó có Ban đối ngoại Trung ương Đảng, Thanh tra Chính phủ, và các cơ quan báo chí trong nước.
Bản kiến nghị nêu ra năm điểm đề nghị nhà chức trách Việt Nam chấn chỉnh đối với công tác lãnh sự, đại diện ngoại giao của Việt Nam ở hải ngoại, trong đó có vấn đề công khai, minh bạch các thủ tục và các khoản thu phí.
Năm điểm được kiến nghị gồm:
1. Niêm yết công khai, rõ ràng, chi tiết tất cả các thủ tục, biểu mẫu, thời gian trả kết quả, biểu mức thu phí và lệ phí lãnh sự trên website chính thức của các cơ quan này và tại địa điểm thu phí bằng tiếng Việt và tiếng Anh hoặc ngôn ngữ chính thức của nước sở tại.
2. Tổ chức thu phí và lệ phí lãnh sự theo đúng quy định tại Thông tư số 200/2013/TT-BTC ngày 20/12/2013 của Bộ Tài chính. Khi thu tiền, phải lập và cấp biên lai thu cho người nộp tiền theo mẫu quy định tại Phụ lục 1, Thông tư số 200/2013/TT-BTC.
3. Hoàn trả số tiền lạm thu phí và lệ phí lãnh sự cho người bị lạm thu còn giữ được hóa đơn, chứng từ thu phí.
4. Triển khai dịch vụ lãnh sự trực tuyến và thanh toán điện tử, thực hiện đúng chủ trương đơn giản hóa thủ tục hành chính theo Quyết định 947/QĐ-BNG của Bộ trưởng Bộ Ngoại giao ngày 30/03/2010.
5. Tuân thủ quy tắc ứng xử của cán bộ, công chức, viên chức Bộ Ngoại giao và thành viên các cơ quan đại diện Việt Nam ở nước ngoài ban hành kèm theo Quyết định số 09/2015/QĐ-BNG ngày 06/01/2015 của Bộ trưởng Bộ Ngoại giao.

Trả lời BBC qua email, Huy Bình, một đại diện của ‘Tôi và Sứ quán’ cho biết tổ chức này sẽ tiếp tục phổ biến các quy định và cung cấp thông tin thiết yếu giúp từng người biết cách tự bảo vệ quyền lợi khi làm việc với các phòng lãnh sự Việt Nam.
“Trước tình trạng lạm thu của các cơ quan đại diện Việt Nam ở nước ngoài đã kéo dài nhiều thập niên và thái độ đùn đẩy trách nhiệm giữa các cơ quan của Bộ Ngoại giao, chặng đường của các thành viên của chúng tôi đang đi sẽ còn dài.
“Chặng đường đó sẽ được rút ngắn lại nếu những người có trách nhiệm sớm nhận ra rằng thái độ im lặng và đá bóng trách nhiệm trước những phản ánh người thực việc thực với bằng chứng rõ ràng, trước bức xúc của người dân sẽ chỉ làm suy giảm thêm niềm tin đối với các cơ quan đại diện cho nhà nước Việt Nam ở nước ngoài và điều này chắc chắn sẽ tiếp tục gây xói mòn tính chính danh của bộ mặt ngoại giao của Chính phủ Việt Nam.

"Dù sống xa quê hương, nhưng người Việt ở khắp nơi mong mỏi nhìn thấy một đất nước Việt nam phát triển, tiến bộ và mong muốn đóng góp cho tiến trình này. Các thành viên Tôi và Sứ quán mỗi ngày nâng cao hiểu biết, nhận thức về quyền công dân của mình, tham gia giám sát, đóng góp ý kiến trong việc quản lý nhà nước. Đây chính là nền tảng căn bản của một xã hội dân chủ, văn minh và pháp quyền," Huy Bình viết.

## Nhiệm vụ
- Có 3 loại cơ quan đại diện:
  - Cơ quan đại diện ngoại giao là Đại sứ quán.
  - Cơ quan đại diện lãnh sự là Tổng Lãnh sự quán và Lãnh sự quán.
  - Cơ quan đại diện tại tổ chức quốc tế là Phái đoàn thường trực, Phái đoàn, Phái đoàn quan sát viên thường trực và cơ quan có tên gọi khác thực hiện chức năng đại diện của Nhà nước Việt Nam tại tổ chức quốc tế liên chính phủ.
- Các cơ quan đại diện có những nhiệm vụ sau:
  - Thúc đẩy quan hệ chính trị - xã hội, quốc phòng - an ninh.
  - Phục vụ phát triển kinh tế đất nước.
  - Thúc đẩy quan hệ văn hóa.
  - Thực hiện nhiệm vụ lãnh sự.
  - Hỗ trợ và bảo vệ cộng đồng người Việt Nam ở nước ngoài.
  - Thống nhất quản lý hoạt động đối ngoại.
  - Quản lý cán bộ và cơ sở vật chất của cơ quan đại diện.
  - Phân công thực hiện chức năng, nhiệm vụ giữa các cơ quan đại diện.

## Châu Á (27 quốc gia và vùng lãnh thổ)
| - Bangladesh - Dhaka (Đại sứ quán) - Brunei - Bandar Seri Begawan (Đại sứ quán) - Campuchia - Phnôm Pênh (Đại sứ quán) - Battambang (Tổng lãnh sự quán) - Sihanoukville (Tổng lãnh sự quán) - Trung Quốc - Bắc Kinh (Đại sứ quán) - Quảng Châu (Tổng lãnh sự quán) - Hồng Kông (Tổng lãnh sự quán) - Côn Minh (Tổng lãnh sự quán) - Nam Ninh (Tổng lãnh sự quán) - Thượng Hải (Tổng lãnh sự quán) - Ấn Độ - New Delhi (Đại sứ quán) - Mumbai (Tổng lãnh sự quán) - Indonesia - Jakarta (Đại sứ quán) - UAE - Abu Dhabi (Đại sứ quán) | - Iran - Tehran (Đại sứ quán) - Israel - Tel Aviv (Đại sứ quán) - Nhật Bản - Tokyo (Đại sứ quán) - Ōsaka (Tổng lãnh sự quán) - Fukuoka (Tổng lãnh sự quán) - Nagoya (Lãnh sự quán danh dự) - Kushiro (Lãnh sự quán danh dự) - Kazakhstan - Astana (Đại sứ quán) - CHDCND Triều Tiên - Bình Nhưỡng (Đại sứ quán) - Hàn Quốc - Seoul (Đại sứ quán) - Kuwait - Thành phố Kuwait (Đại sứ quán) - Lào - Viêng Chăn (Đại sứ quán) - Pakse (Tổng lãnh sự quán) - Savannakhet (Tổng lãnh sự quán) - Luang Prabang (Tổng lãnh sự quán) | - Malaysia - Kuala Lumpur (Đại sứ quán) - Mông Cổ - Ulaanbaatar (Đại sứ quán) - Myanmar - Yangon (Đại sứ quán) - Pakistan - Islamabad (Đại sứ quán) - Philippines - Manila (Đại sứ quán) - Qatar - Doha (Đại sứ quán) - Ả Rập Xê Út - Riyadh (Đại sứ quán) - Singapore - Singapore (Đại sứ quán) - Sri Lanka - Colombo (Đại sứ quán) - Đài Loan - Đài Bắc (Văn phòng Kinh tế - Văn hóa Việt Nam) - Thái Lan - Bangkok (Đại sứ quán) - Khon Kaen (Tổng lãnh sự quán) - Thổ Nhĩ Kỳ - Ankara (Đại sứ quán) |

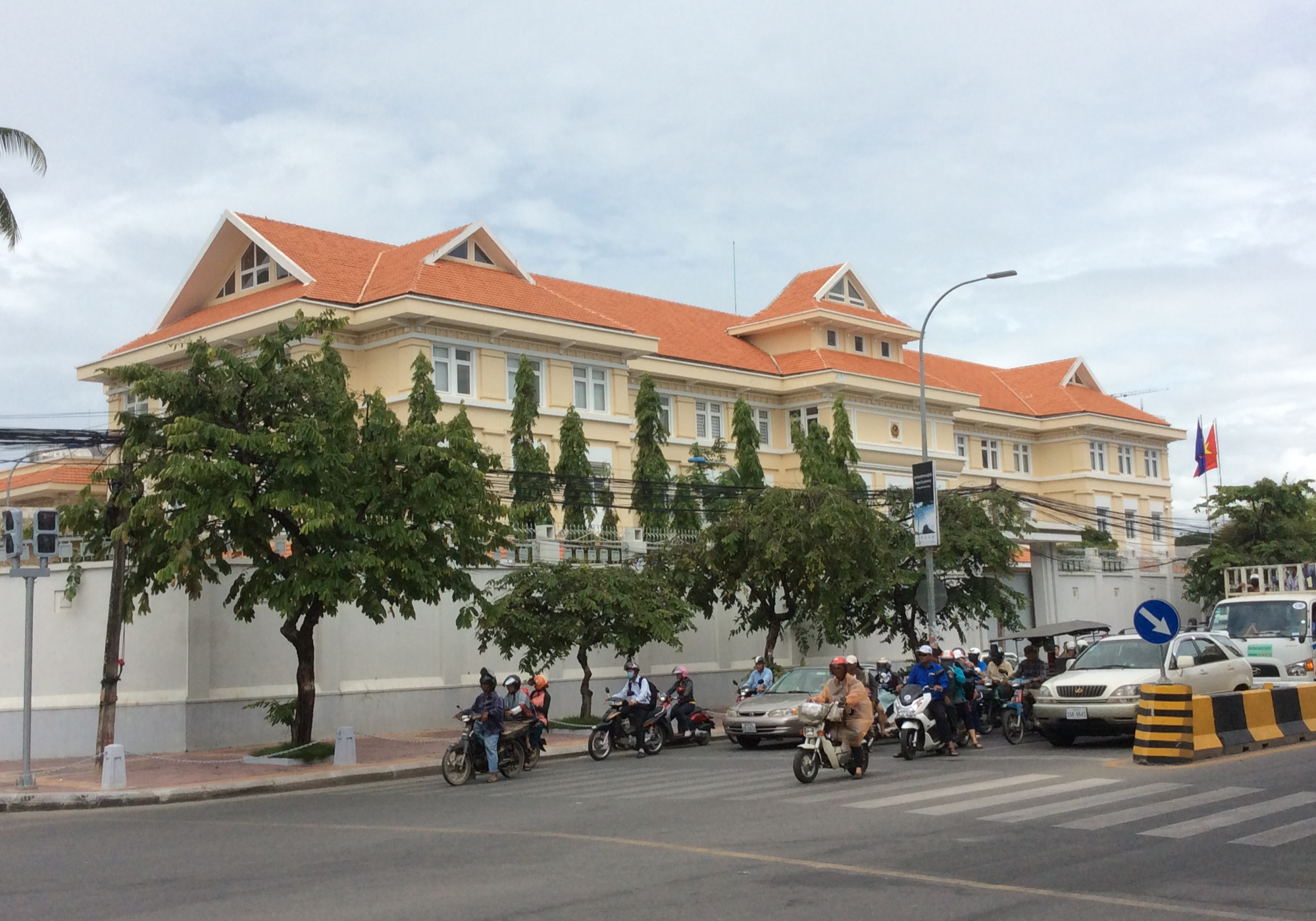
Đại Sứ Quán Việt Nam tại Phnôm Pênh, Campuchia
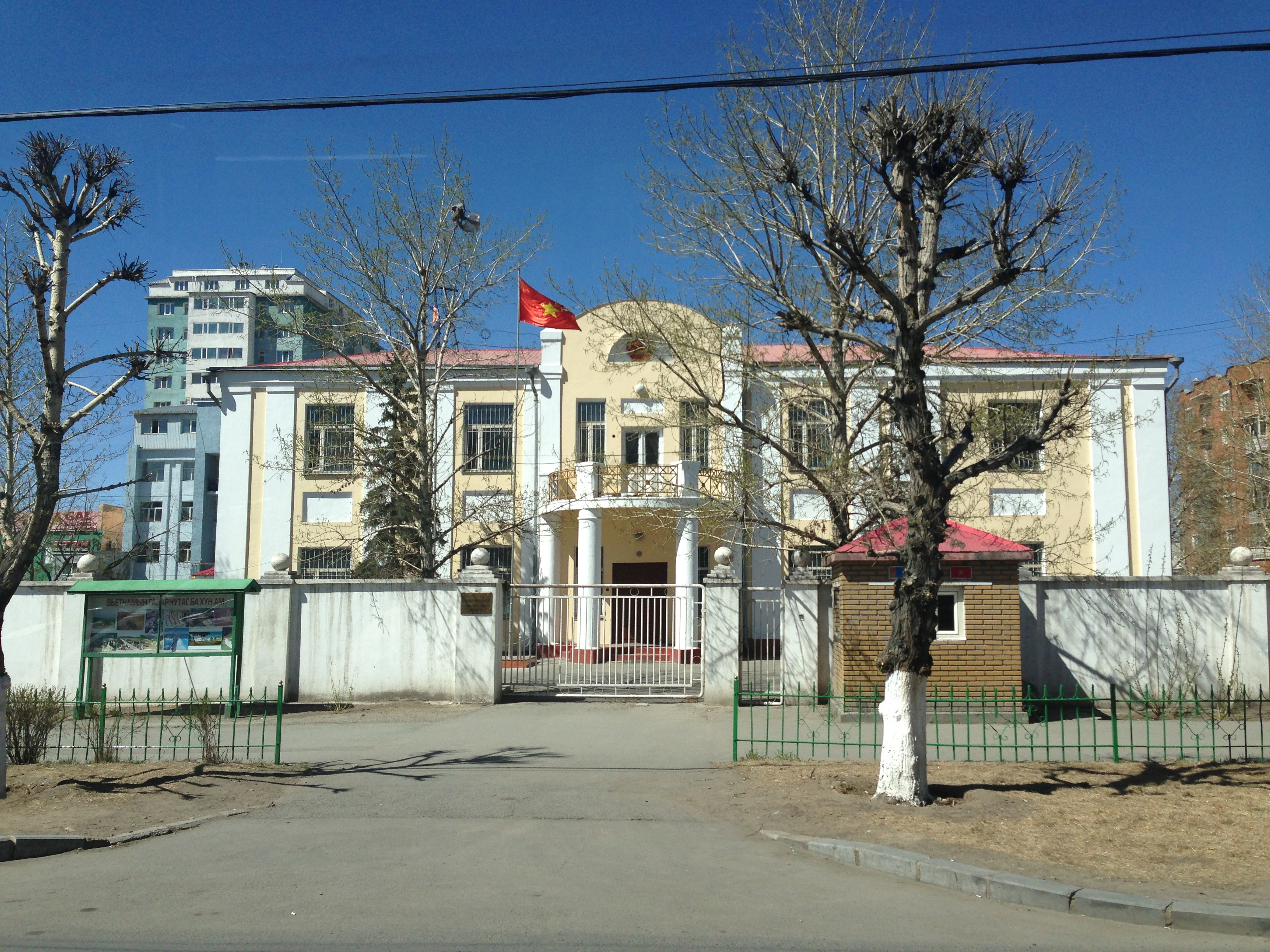
Đại sứ quán Việt Nam tại Ulan Bator, Mông Cổ
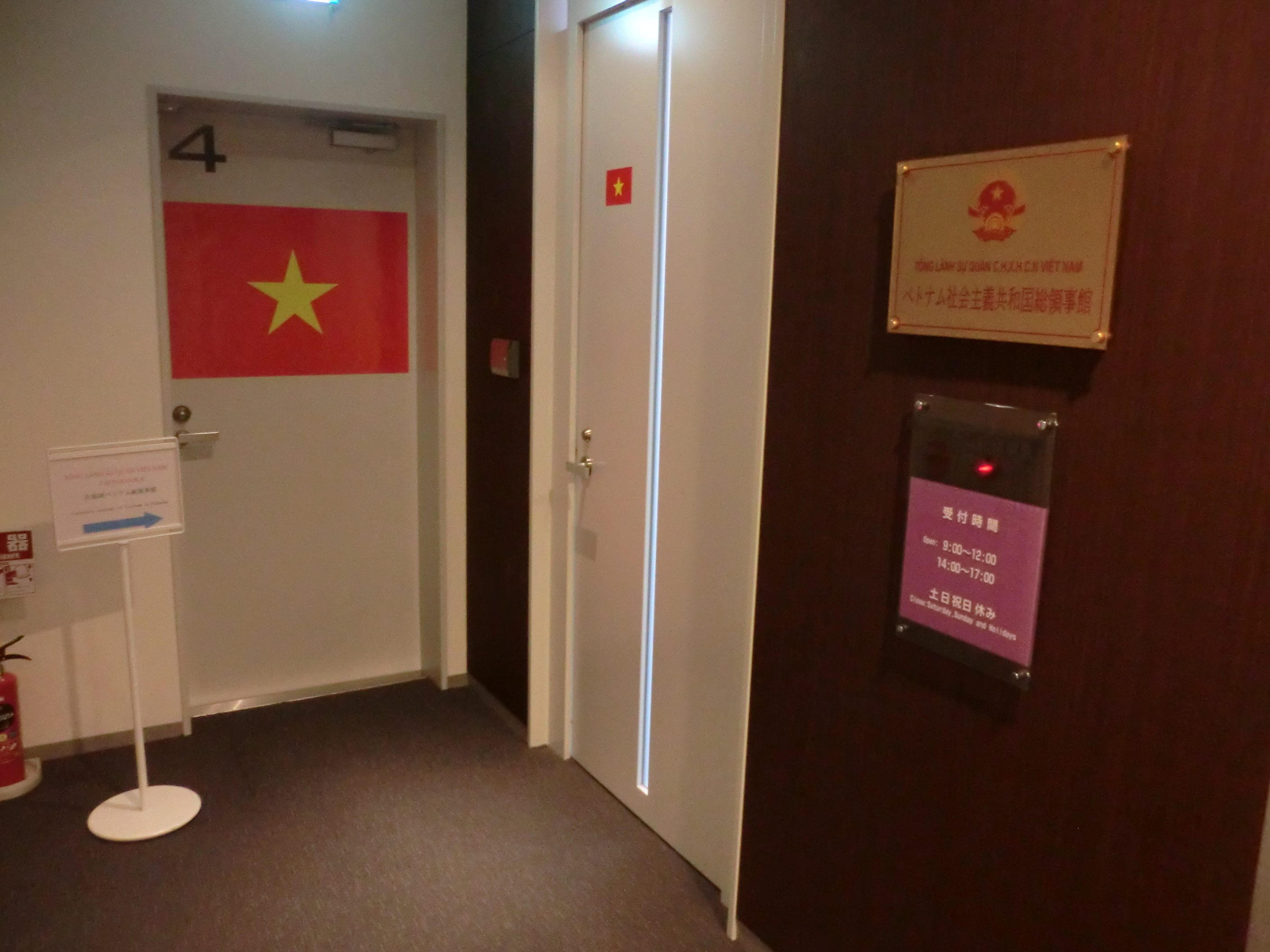
Tổng lãnh sự quán Việt Nam tại Fukuoka, Nhật Bản
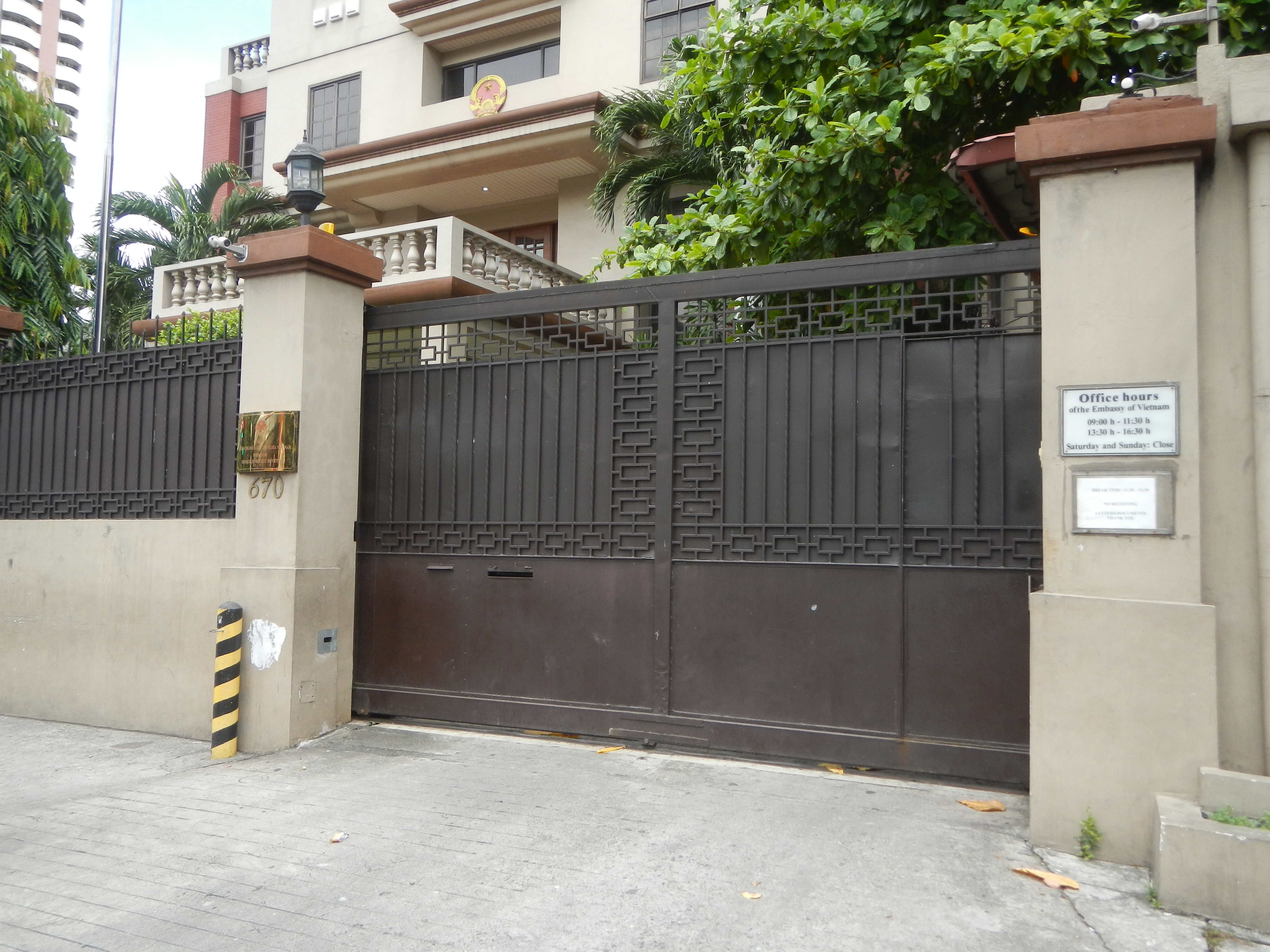
Đại sứ quán Việt Nam tại Manila, Philippines
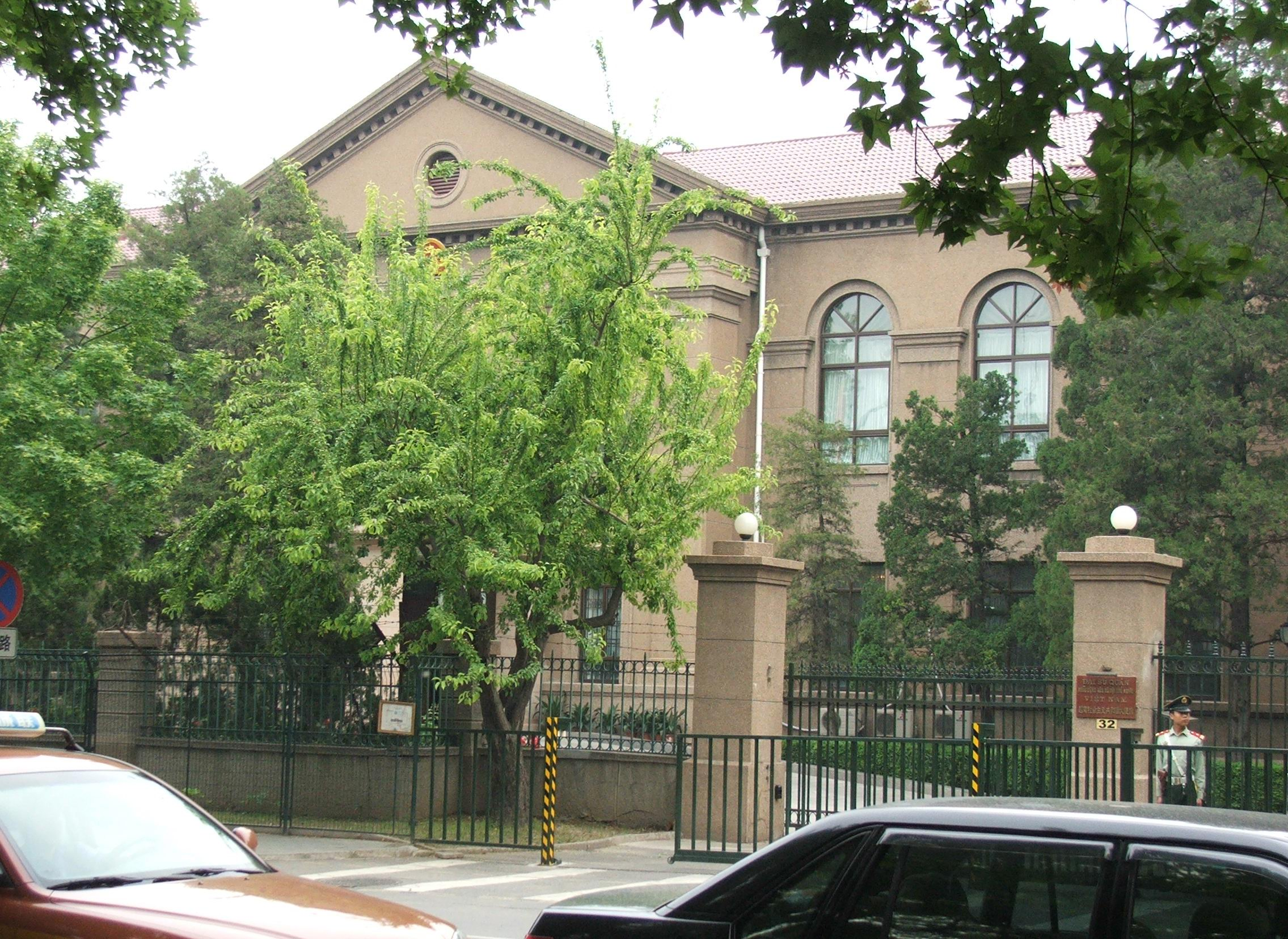
Đại sứ quán Việt Nam tại Bắc Kinh, Trung Quốc
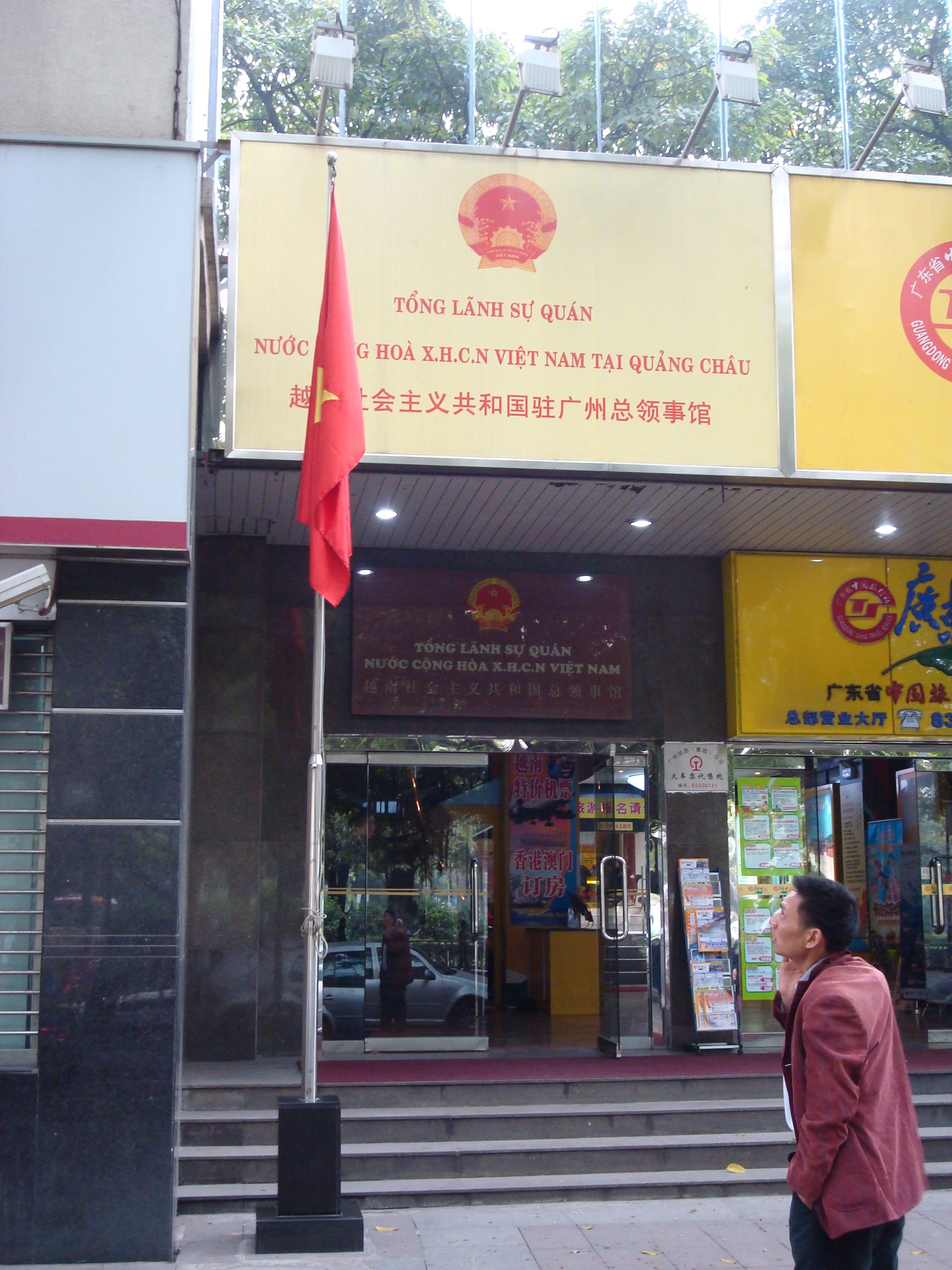
Tổng lãnh sự quán Việt Nam tại Quảng Châu, Trung Quốc

## Châu Âu (23 quốc gia)
| - Áo - Viên (Đại sứ quán) - Belarus - Minsk (Đại sứ quán) - Bỉ - Bruxelles (Đại sứ quán) - Bulgaria - Sofia (Đại sứ quán) - Cộng hòa Séc - Praha (Đại sứ quán) - Đan Mạch - Copenhagen (Đại sứ quán) - Phần Lan - Helsinki (Đại sứ quán) - Pháp - Paris (Đại sứ quán) - Đức - Berlin (Đại sứ quán) - Frankfurt am Main (Tổng lãnh sự quán) - Hy Lạp - Athens (Đại sứ quán) - Hungary - Budapest (Đại sứ quán) - Ý - Roma (Đại sứ quán) | - Hà Lan - La Hay (Đại sứ quán) - Na Uy - Oslo (Đại sứ quán) - Ba Lan - Warszawa (Đại sứ quán) - România - Bucharest (Đại sứ quán) - Nga - Moskva (Đại sứ quán) - Yekaterinburg (Tổng lãnh sự quán) - Vladivostok (Tổng lãnh sự quán) - Slovakia - Bratislava (Đại sứ quán) - Tây Ban Nha - Madrid (Đại sứ quán) - Thụy Điển - Stockholm (Đại sứ quán) - Thụy Sĩ - Bern (Đại sứ quán) - Ukraina - Kiev (Đại sứ quán) - Anh Quốc - Luân Đôn (Đại sứ quán) |

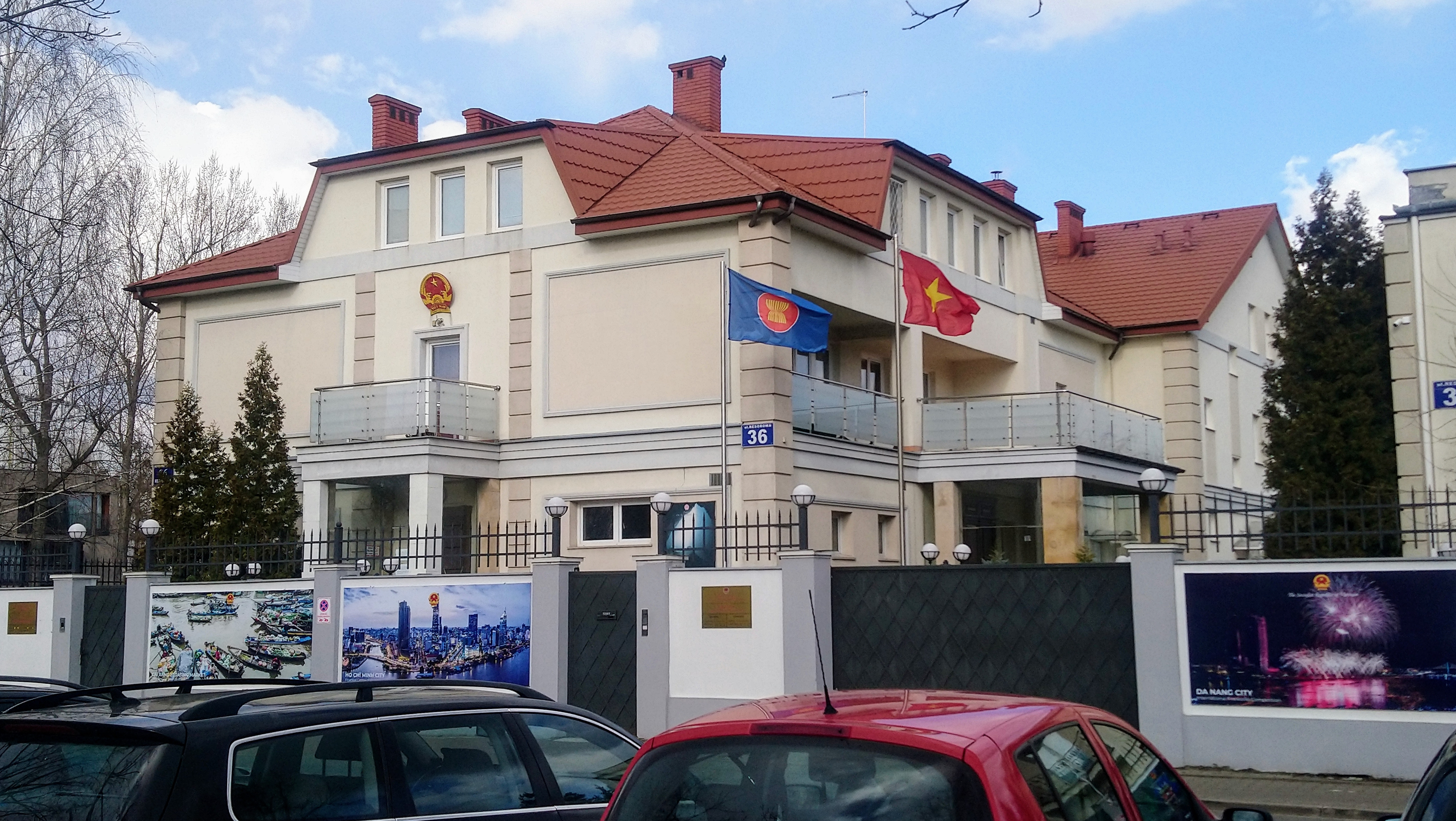
Đại sứ quán Việt Nam tại Warszawa, Ba Lan
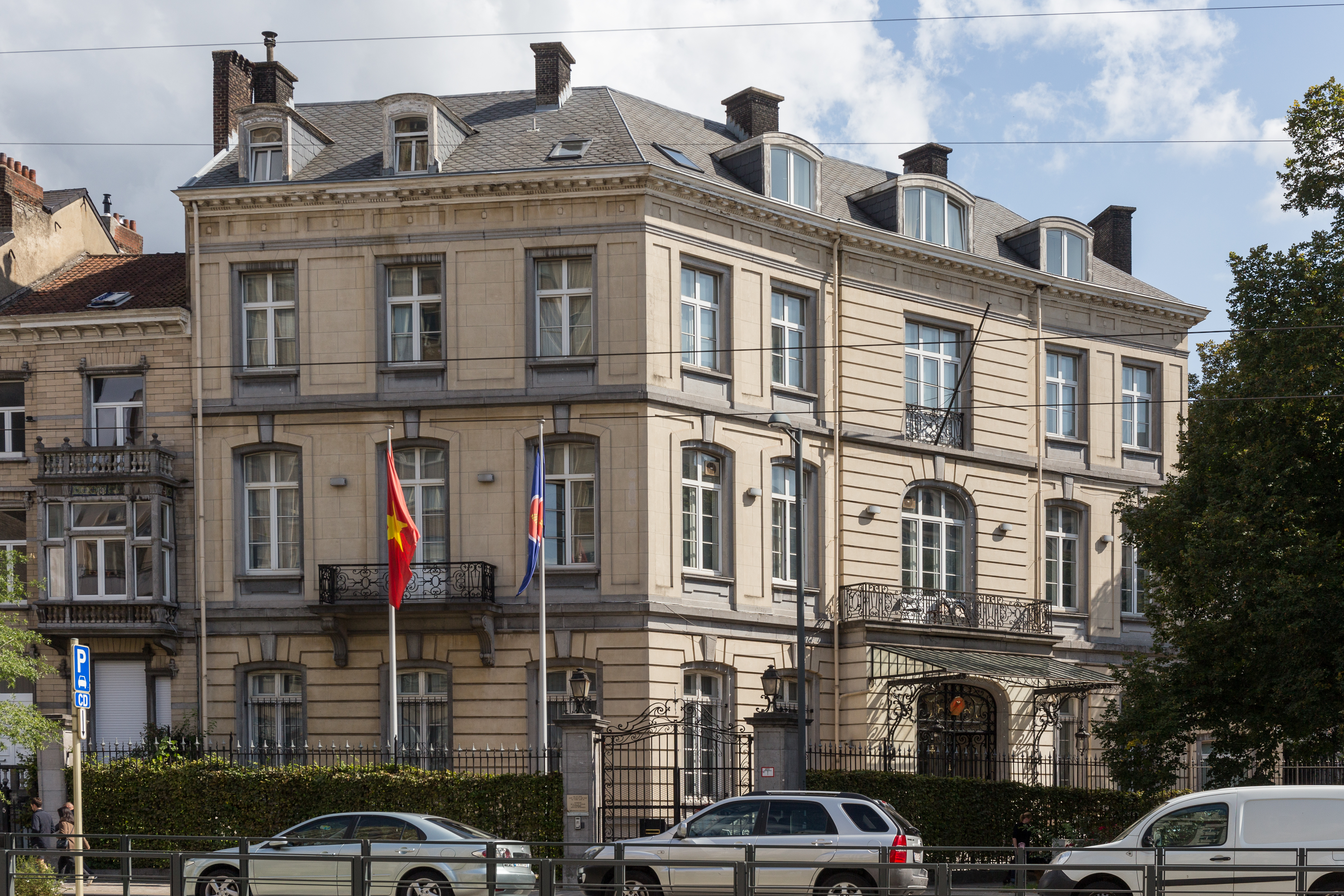
Đại sứ quán Việt Nam tại Bruxelles, Bỉ
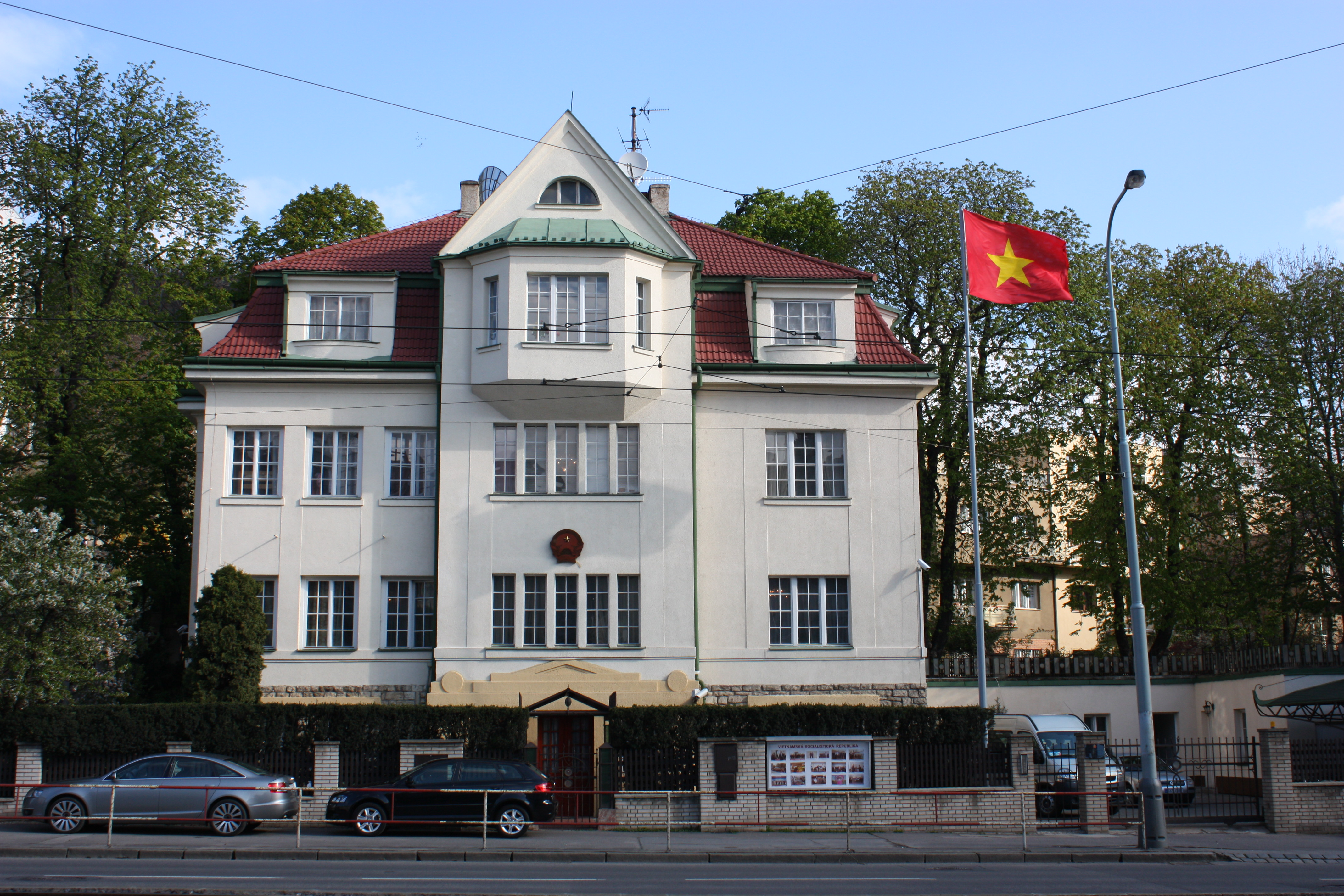
Đại sứ quán Việt Nam tại Praha, Cộng hòa Séc
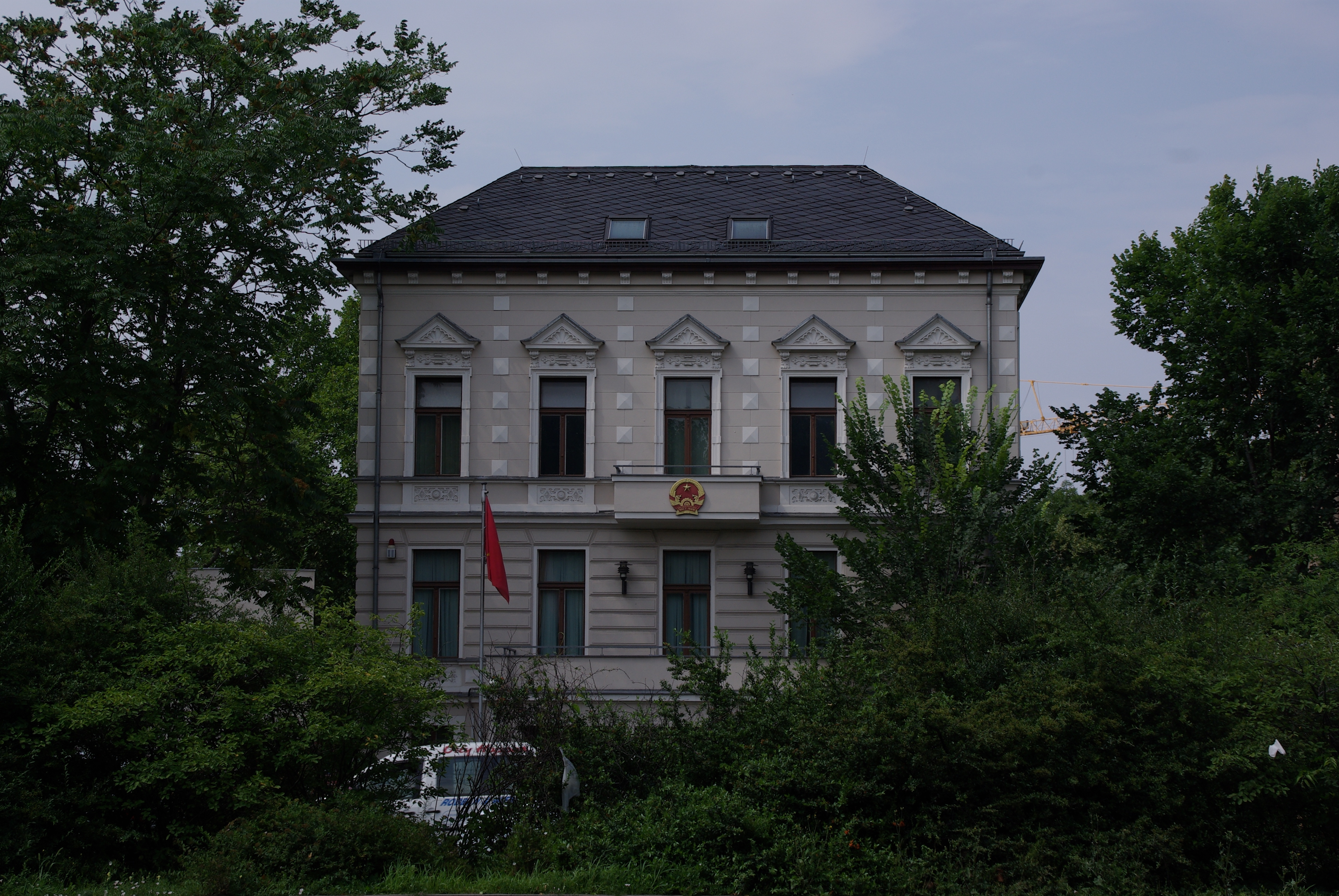
Đại sứ quán Việt Nam tại Berlin, Đức
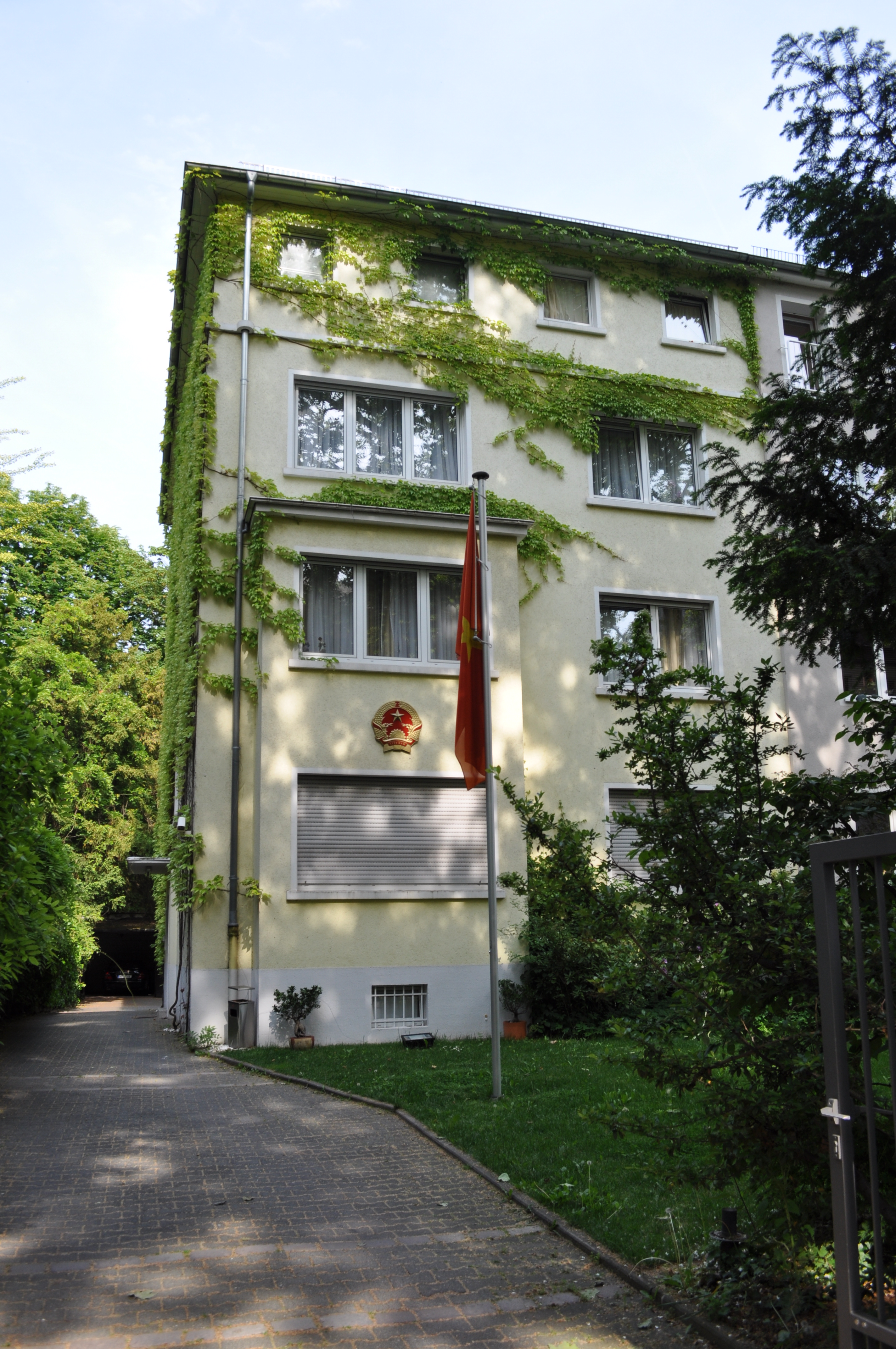
Tổng lãnh sự quán Việt Nam tại Frankfurt, Đức
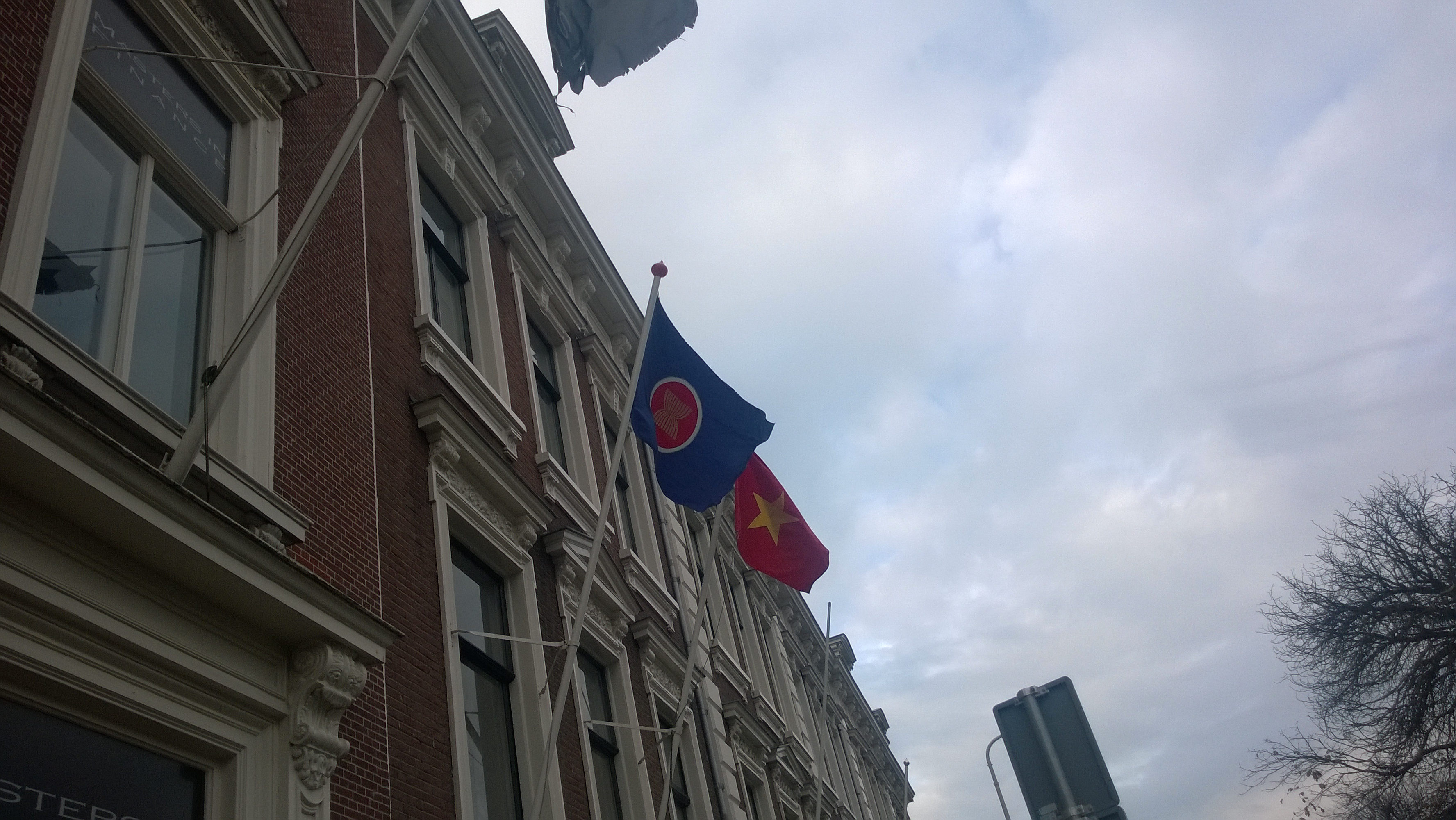
Đại sứ quán Việt Nam tại La Hay, Hà Lan
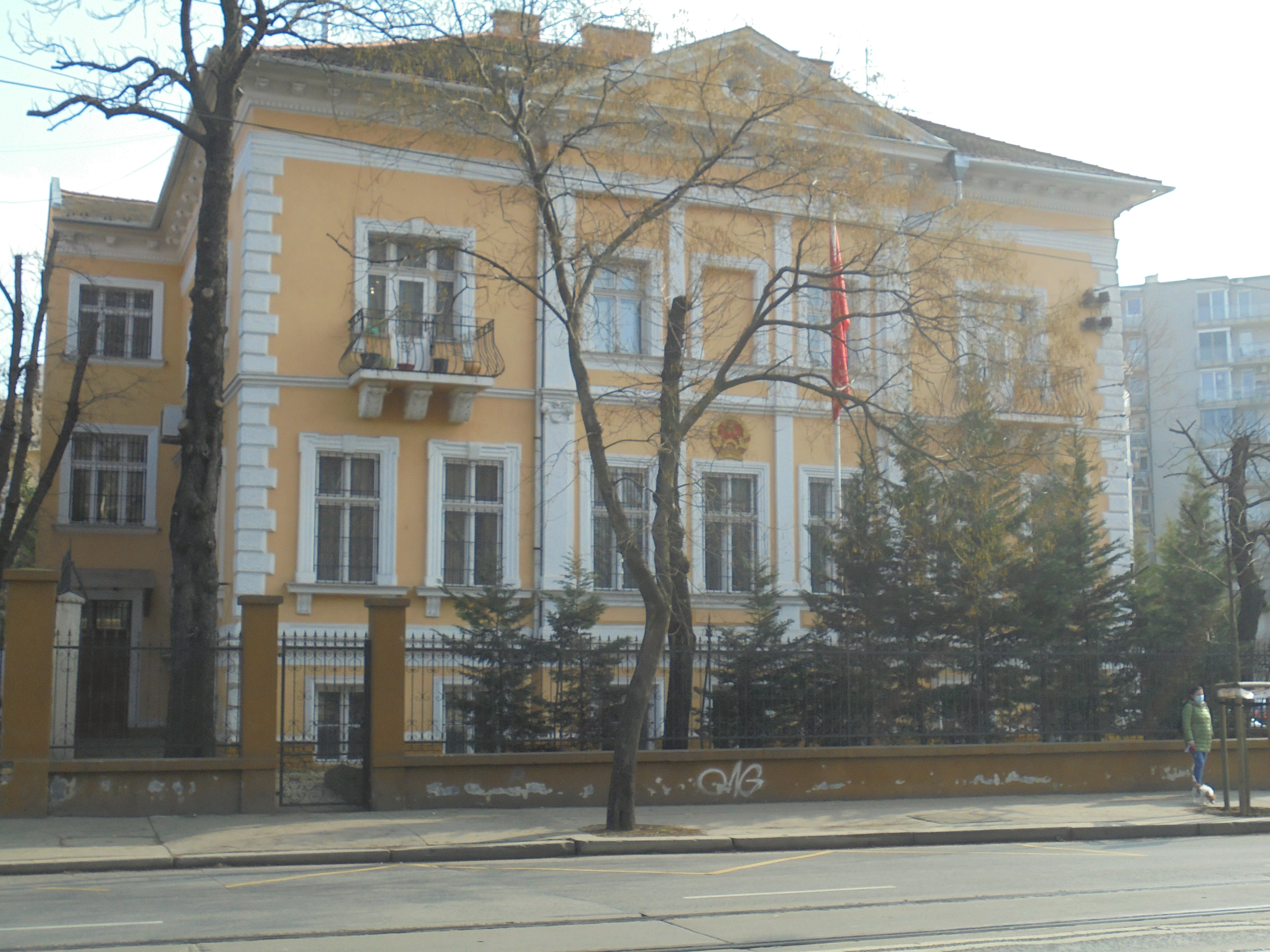
Đại sứ quán Việt Nam tại Budapest, Hungary
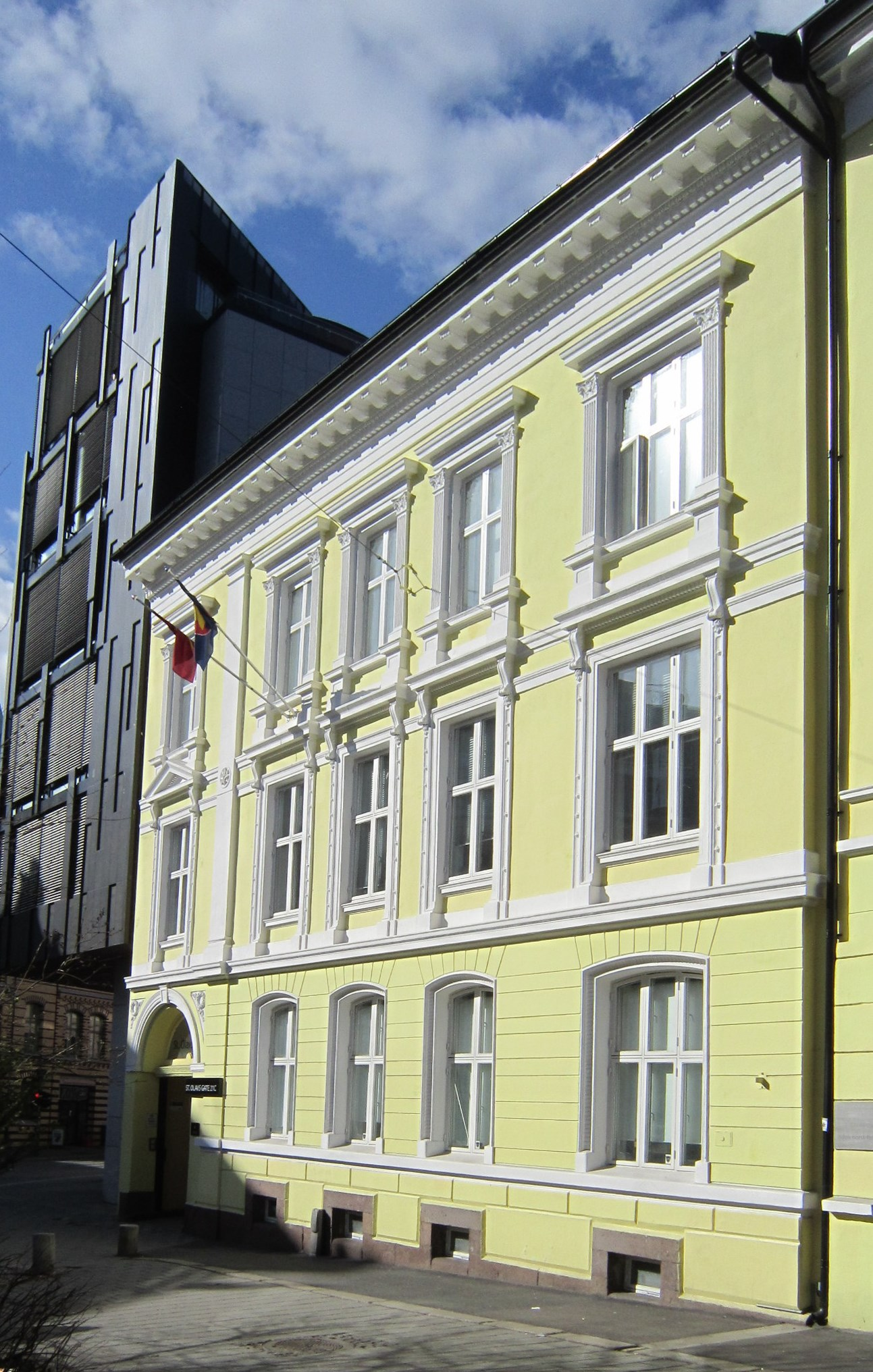
Đại sứ quán Việt Nam tại Oslo, Na Uy
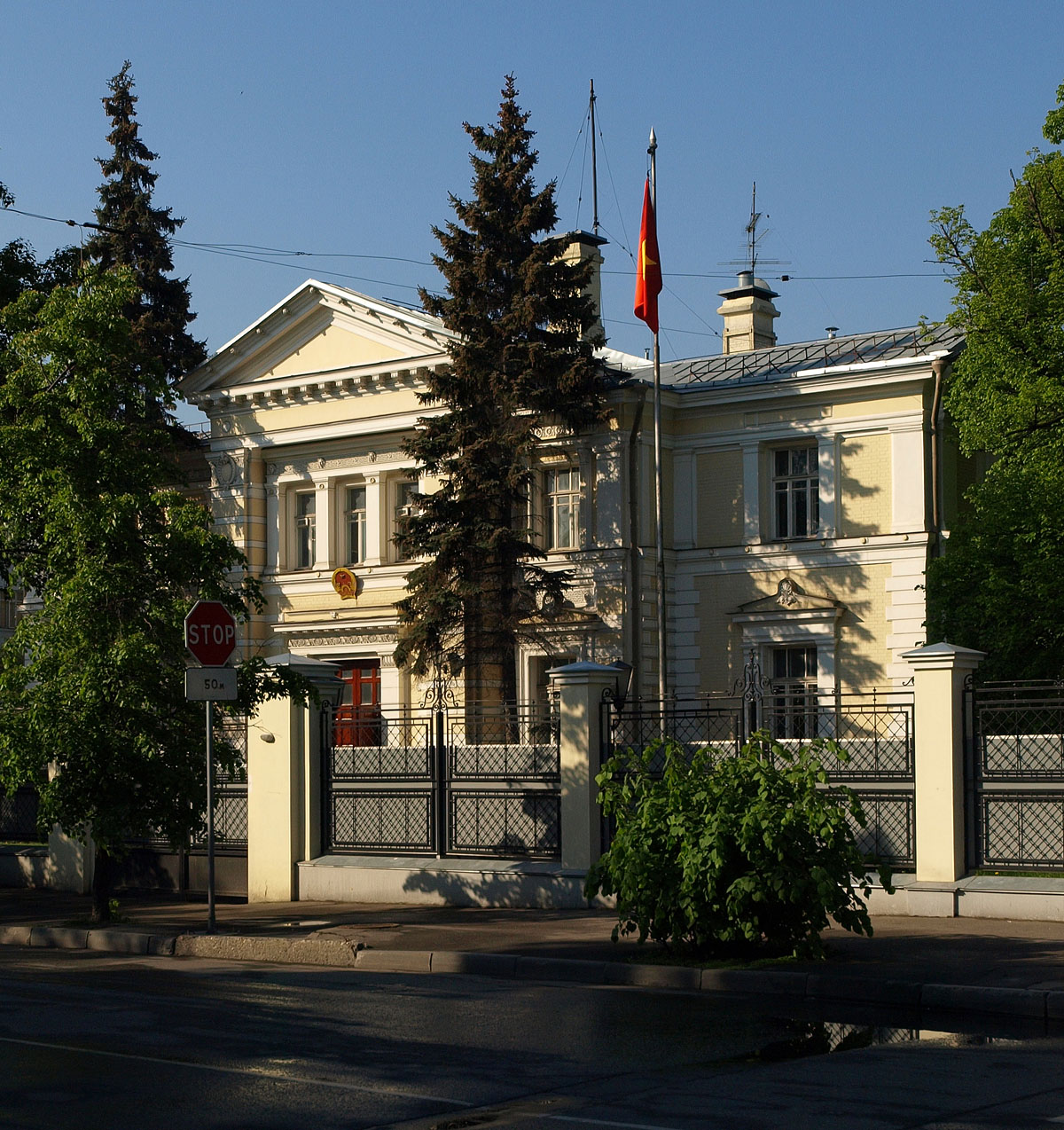
Đại sứ quán Việt Nam tại Moskva, Nga
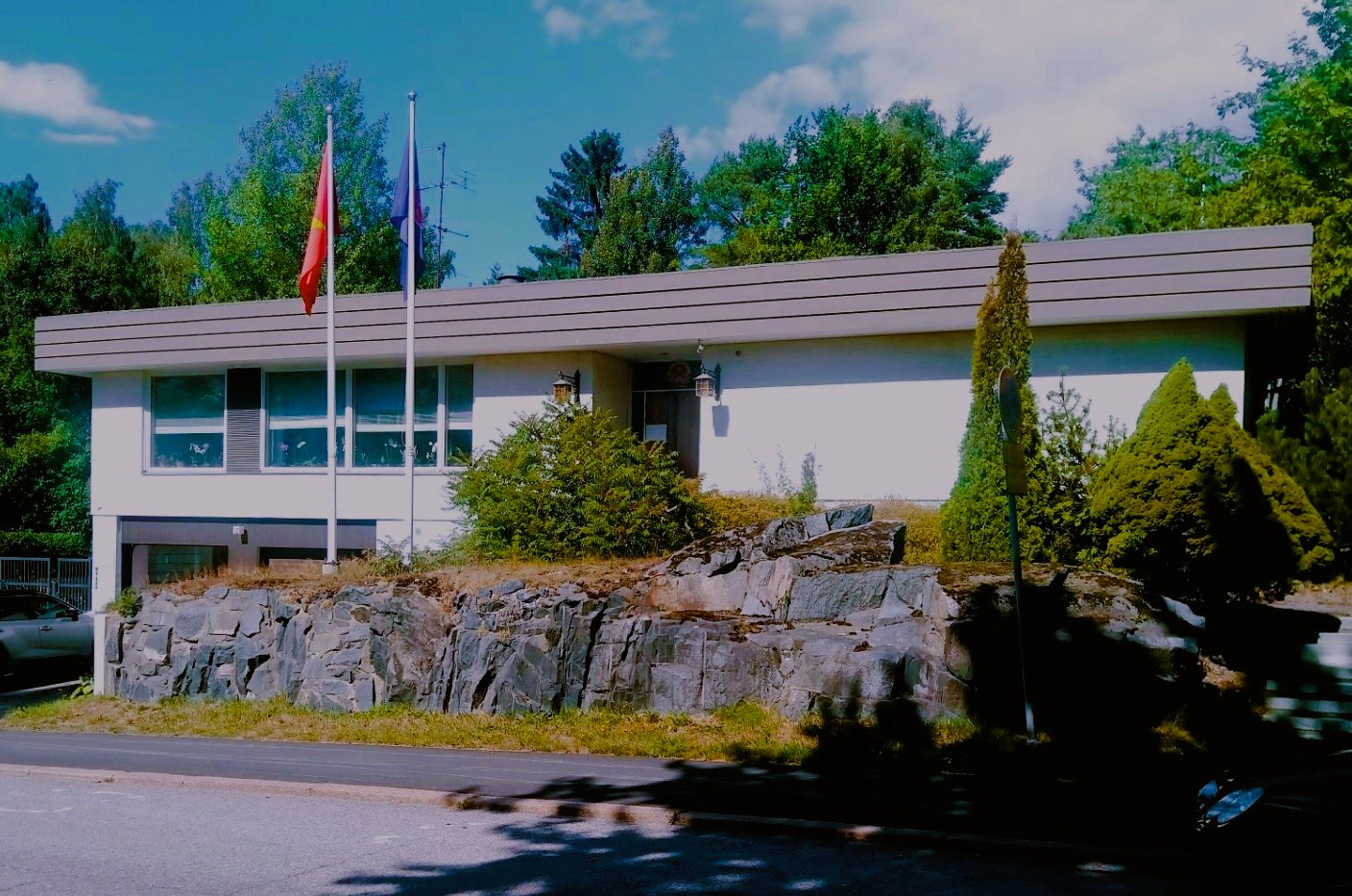
Đại sứ quán Việt Nam tại Helsinki, Phần Lan
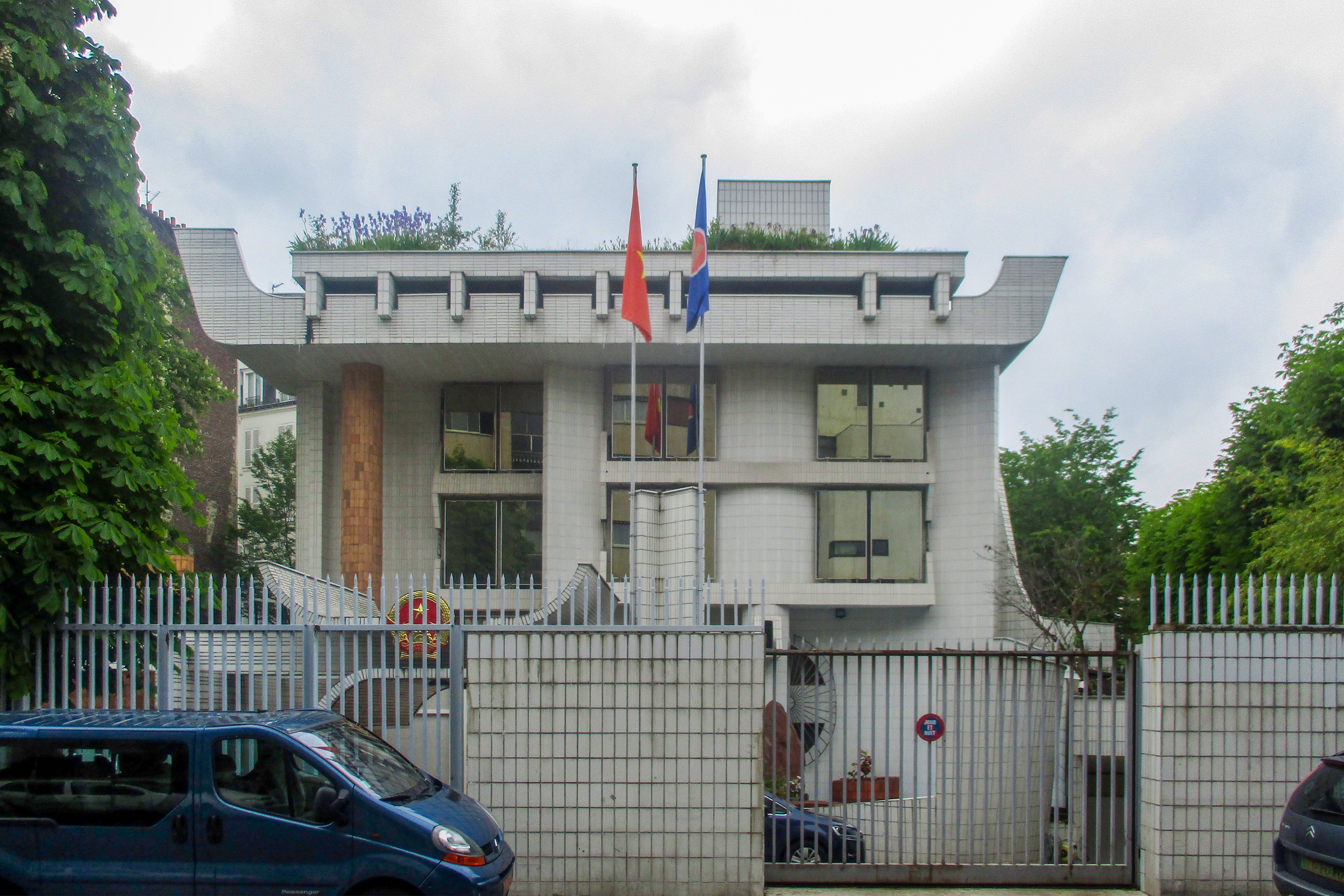
Đại sứ quán Việt Nam tại Paris, Pháp
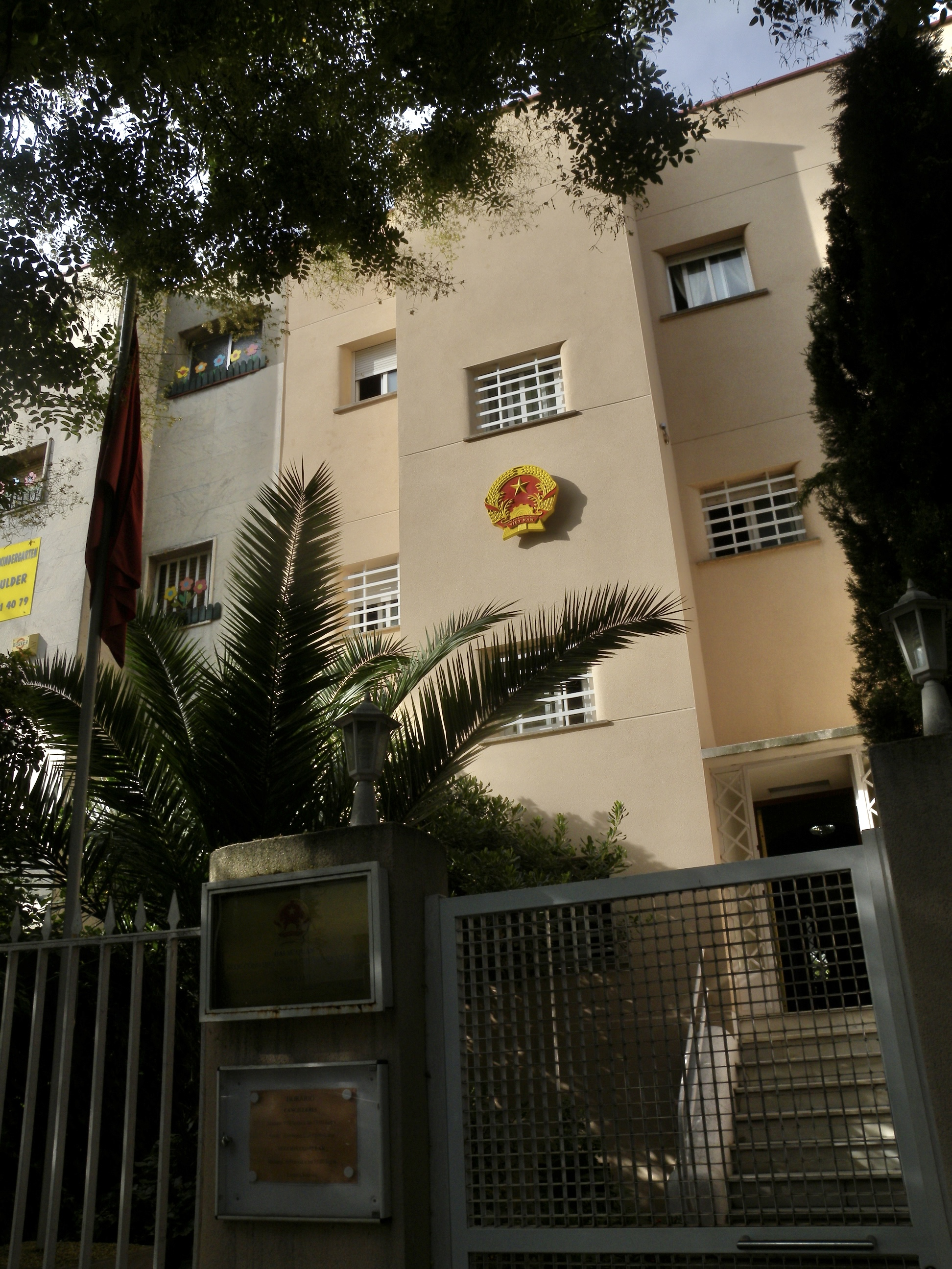
Đại sứ quán Việt Nam tại Madrid, Tây Ban Nha
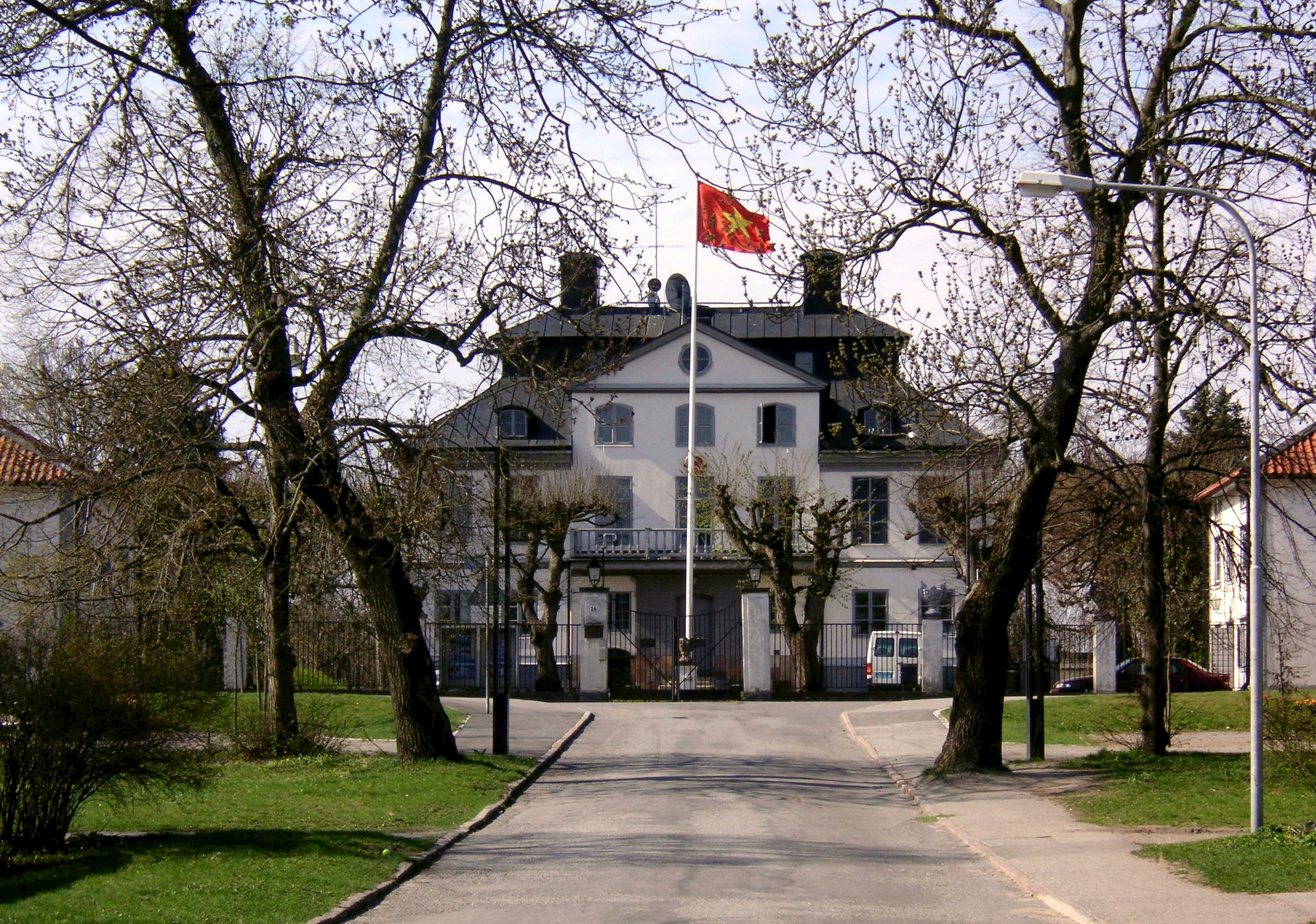
Đại sứ quán Việt Nam tại Stockholm, Thụy Điển
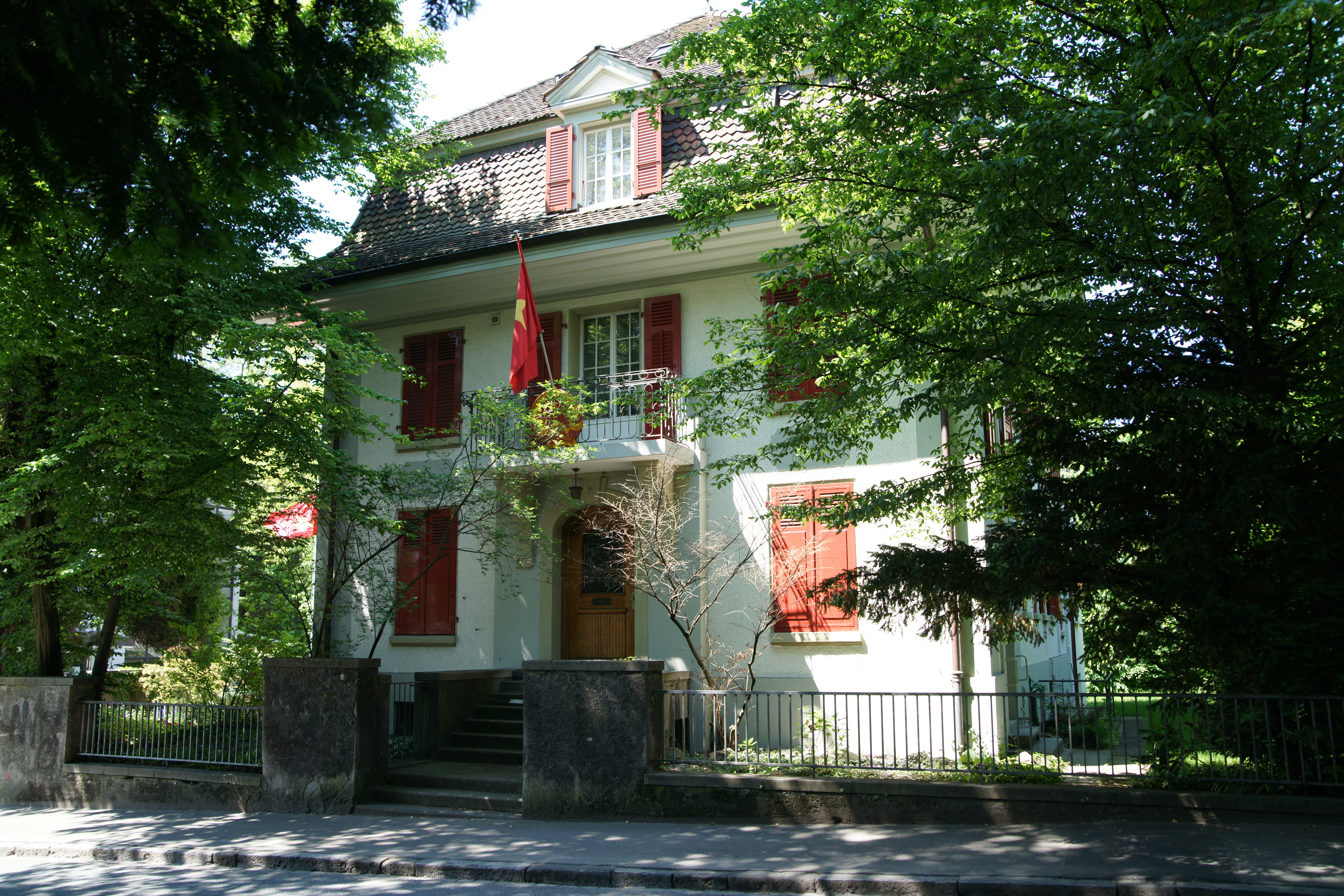
Đại sứ quán Việt Nam tại Bern, Thụy Sĩ
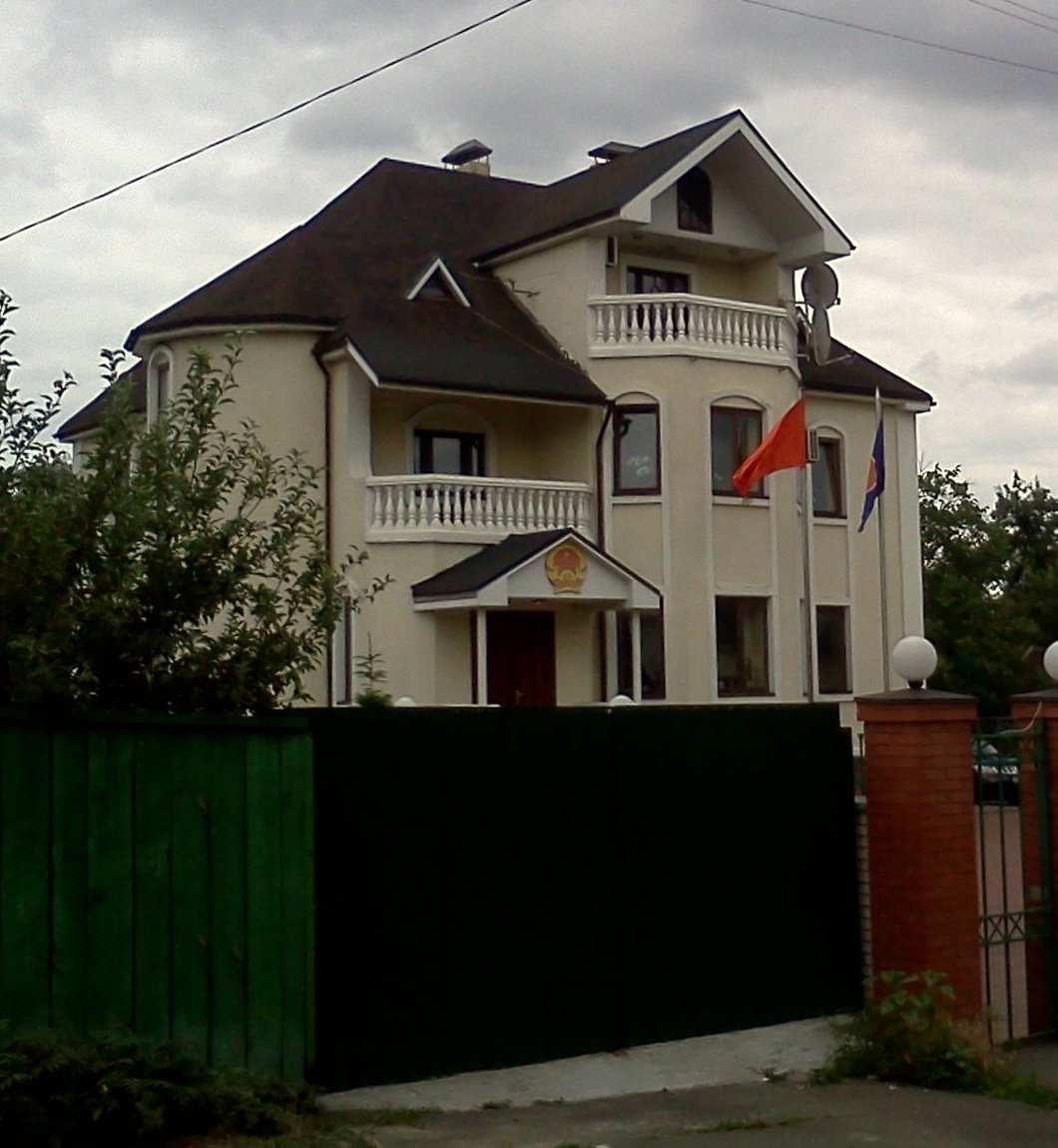
Đại sứ quán Việt Nam tại Kiev, Ukraina

## Châu Úc (2 quốc gia)
- Úc
  - Canberra (Đại sứ quán)
  - Perth (Tổng lãnh sự quán)
  - Sydney (Tổng lãnh sự quán)
- New Zealand
  - Wellington (Đại sứ quán)

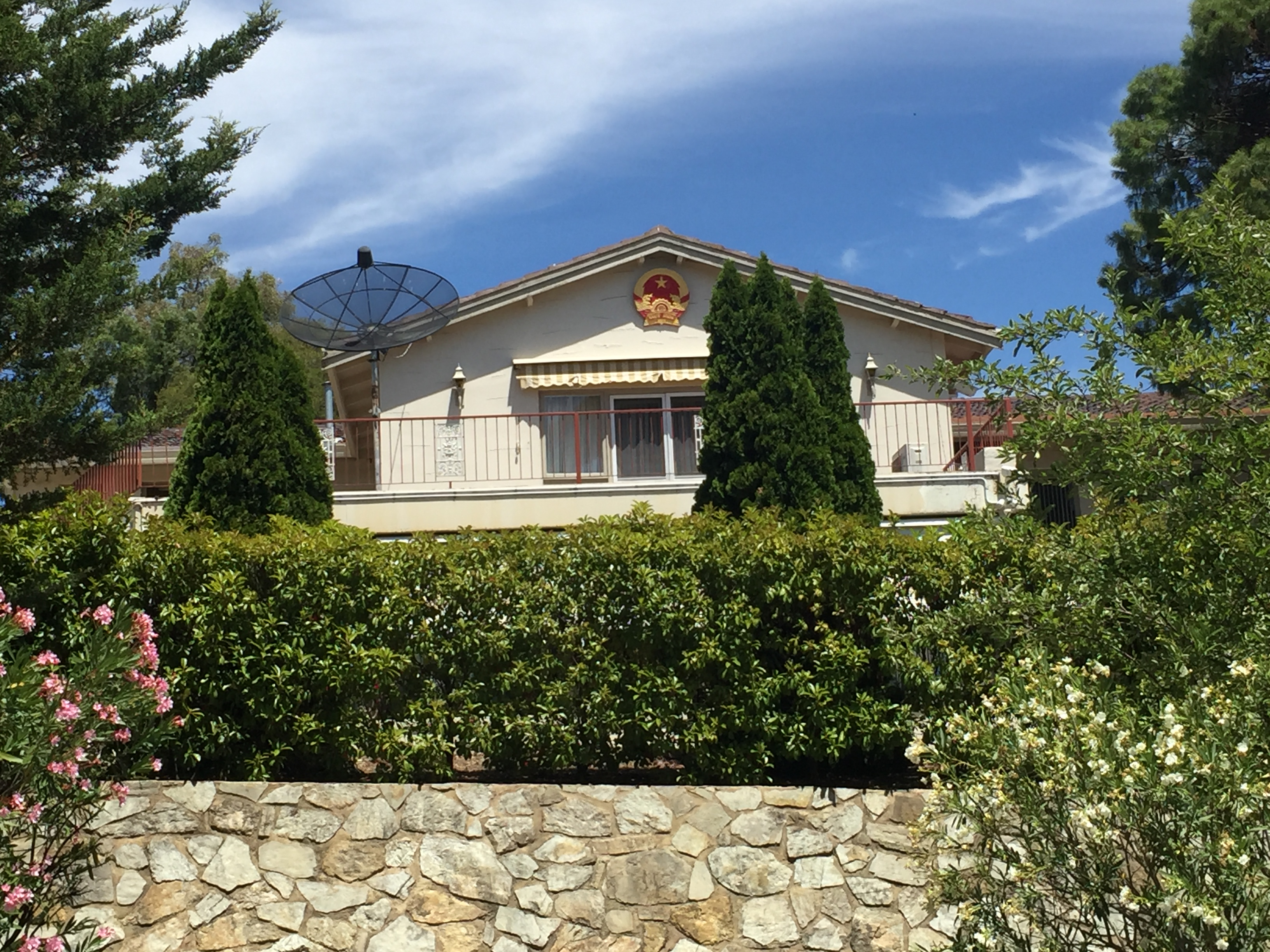
Đại sứ quán Việt Nam tại Canberra

## Châu Phi (8 quốc gia)
- Algérie
  - Algiers (Đại sứ quán)
- Angola
  - Luanda (Đại sứ quán)
- Ai Cập
  - Cairo (Đại sứ quán)
- Maroc
  - Rabat (Đại sứ quán)
- Mozambique
  - Maputo (Đại sứ quán)
- Nigeria
  - Abuja (Đại sứ quán)
- Nam Phi
  - Pretoria (Đại sứ quán)
- Tanzania
  - Dar es Salaam (Đại sứ quán)

## Bắc Mỹ (5 quốc gia)
| - Canada - Ottawa (Đại sứ quán) - Vancouver (Tổng lãnh sự quán) - Cuba - La Habana (Đại sứ quán) | - México - Thành phố México (Đại sứ quán) - Hoa Kỳ - Washington, D.C. (Đại sứ quán) - Houston (Tổng lãnh sự quán) - San Francisco (Tổng lãnh sự quán) - New York City (Lãnh sự quán) |

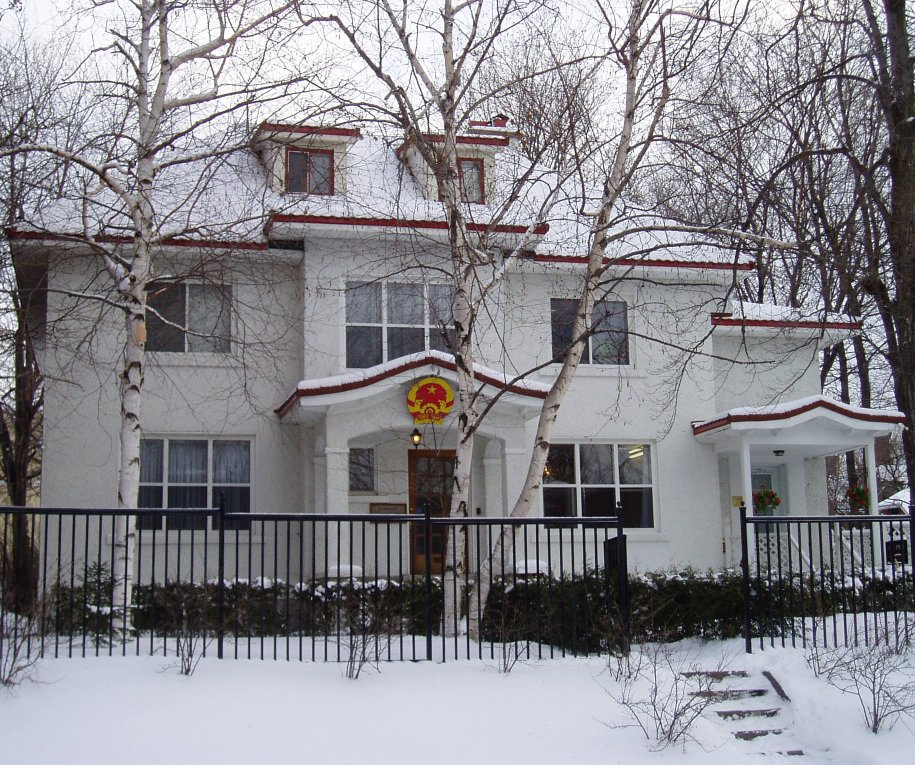
Đại sứ quán Việt Nam tại Ottawa
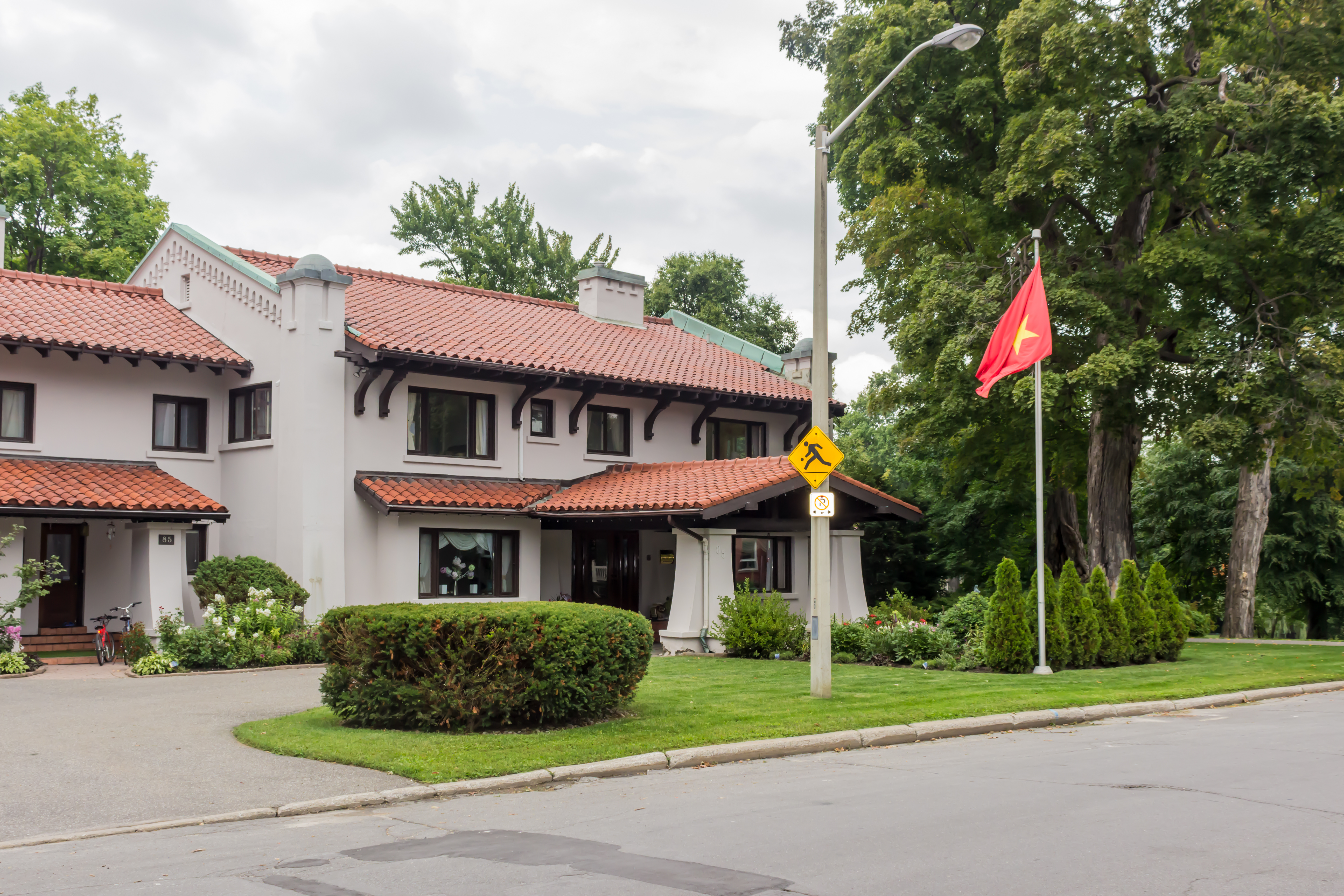
Nhà riêng của Đại sứ Việt Nam tại Ottawa
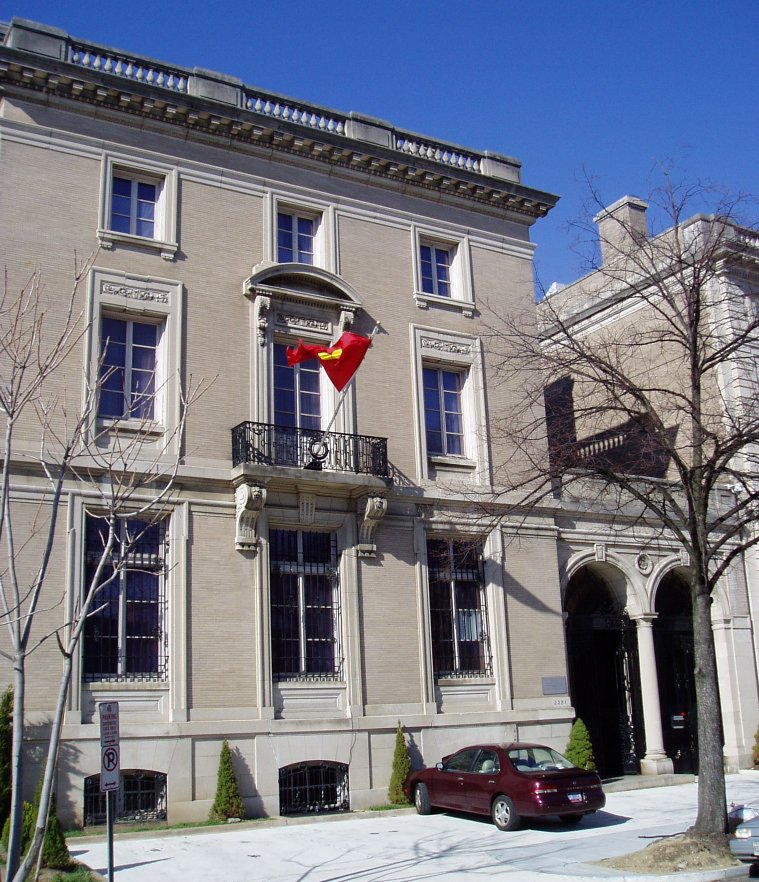
Đại sứ quán Việt Nam tại Washington, D.C.
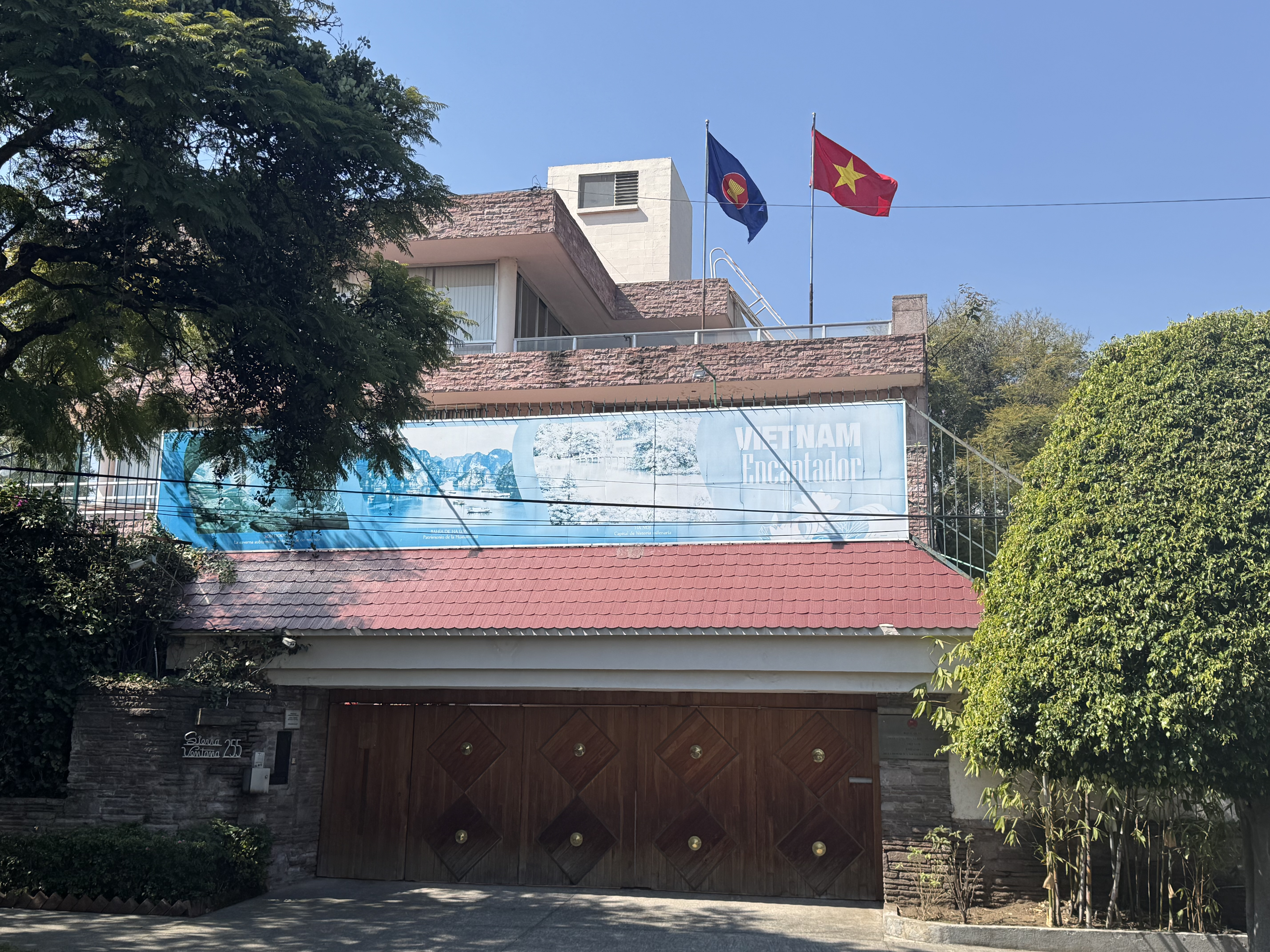
Đại sứ quán Việt Nam tại Thành phố México

## Nam Mỹ (4 quốc gia)
| - Argentina - Buenos Aires (Đại sứ quán) - Brasil - Brasília (Đại sứ quán) | - Chile - Santiago de Chile (Đại sứ quán) - Venezuela - Caracas (Đại sứ quán) |

## Các tổ chức quốc tế (4 tổ chức)
- ASEAN

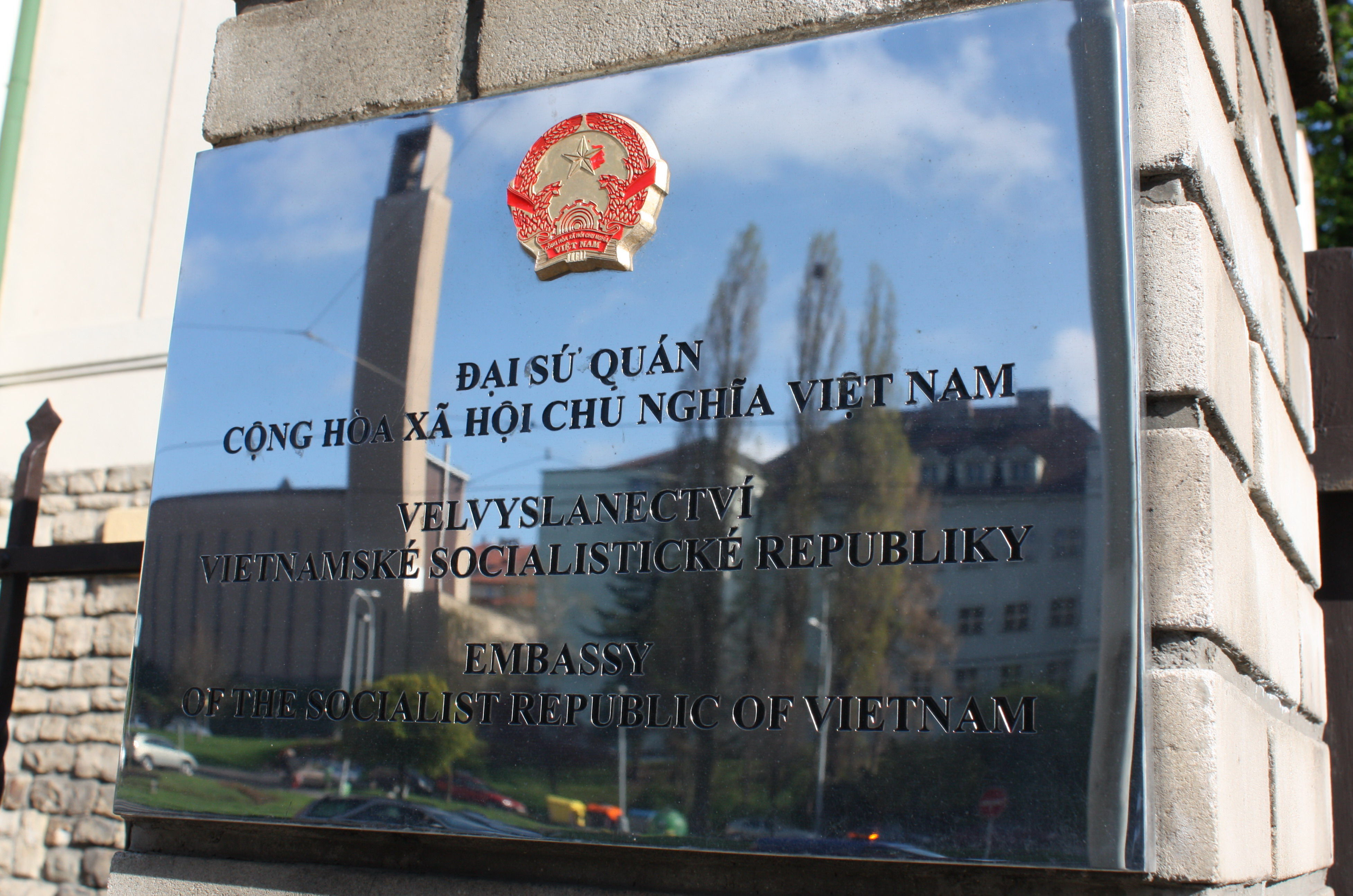
Biển tên trước cổng Đại sứ quán của Việt Nam tại Prague

  - Jakarta (Đại diện thường trực tại ASEAN)
- Liên minh châu Âu
  - Bruxelles (Đại sứ tại EU)
- Liên Hợp Quốc
  - Genève (Đại diện thường trực tại Liên Hợp Quốc)
  - New York (Đại diện thường trực tại Liên Hợp Quốc)
- UNESCO
  - Paris (Đại diện thường trực tại UNESCO)